# Białorusini w Polsce
Białorusini w Polsce – jedna z dziewięciu ustawowo uznanych mniejszości narodowych w Rzeczypospolitej Polskiej, zamieszkująca w większości w południowo-wschodniej części województwa podlaskiego.

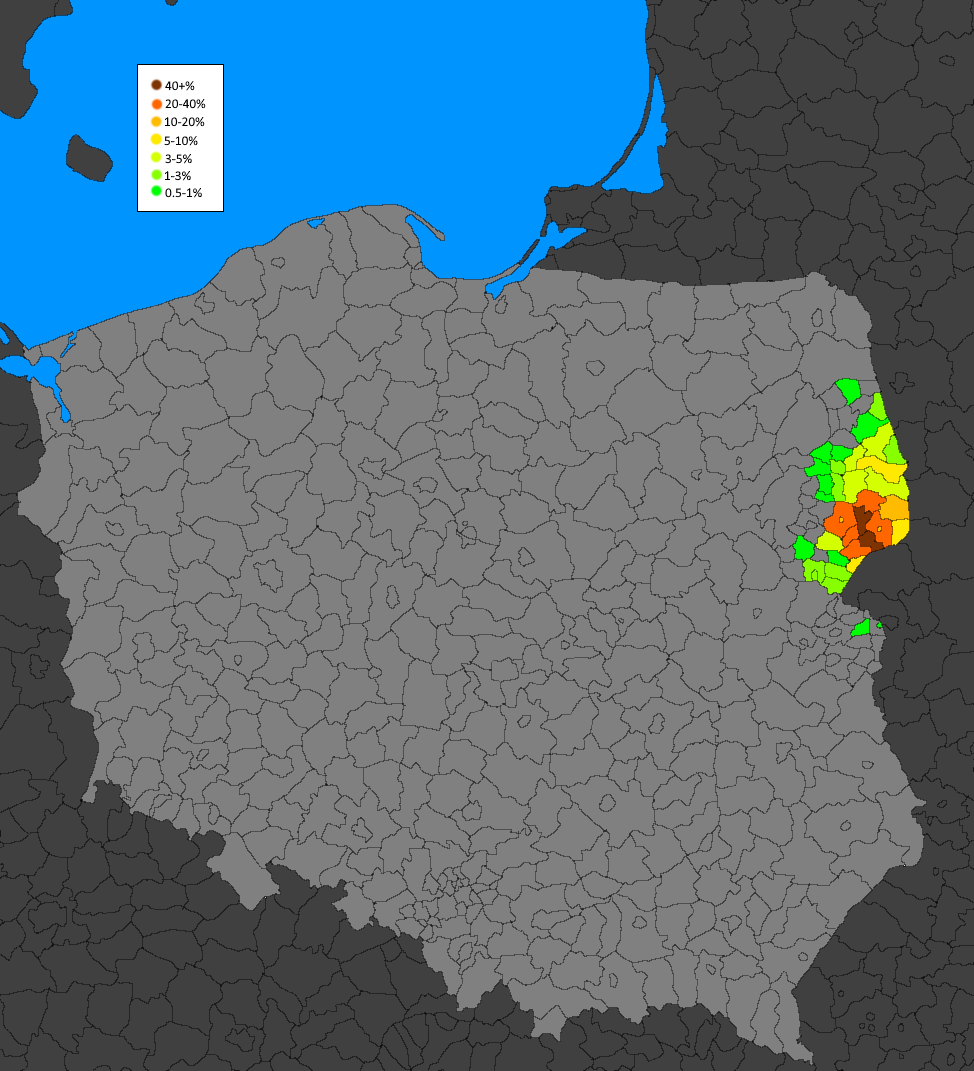
Procentowy udział ludności Białoruskiej w polskich powiatach (wyjątek: gminy województwa podlaskiego i lubelskiego)

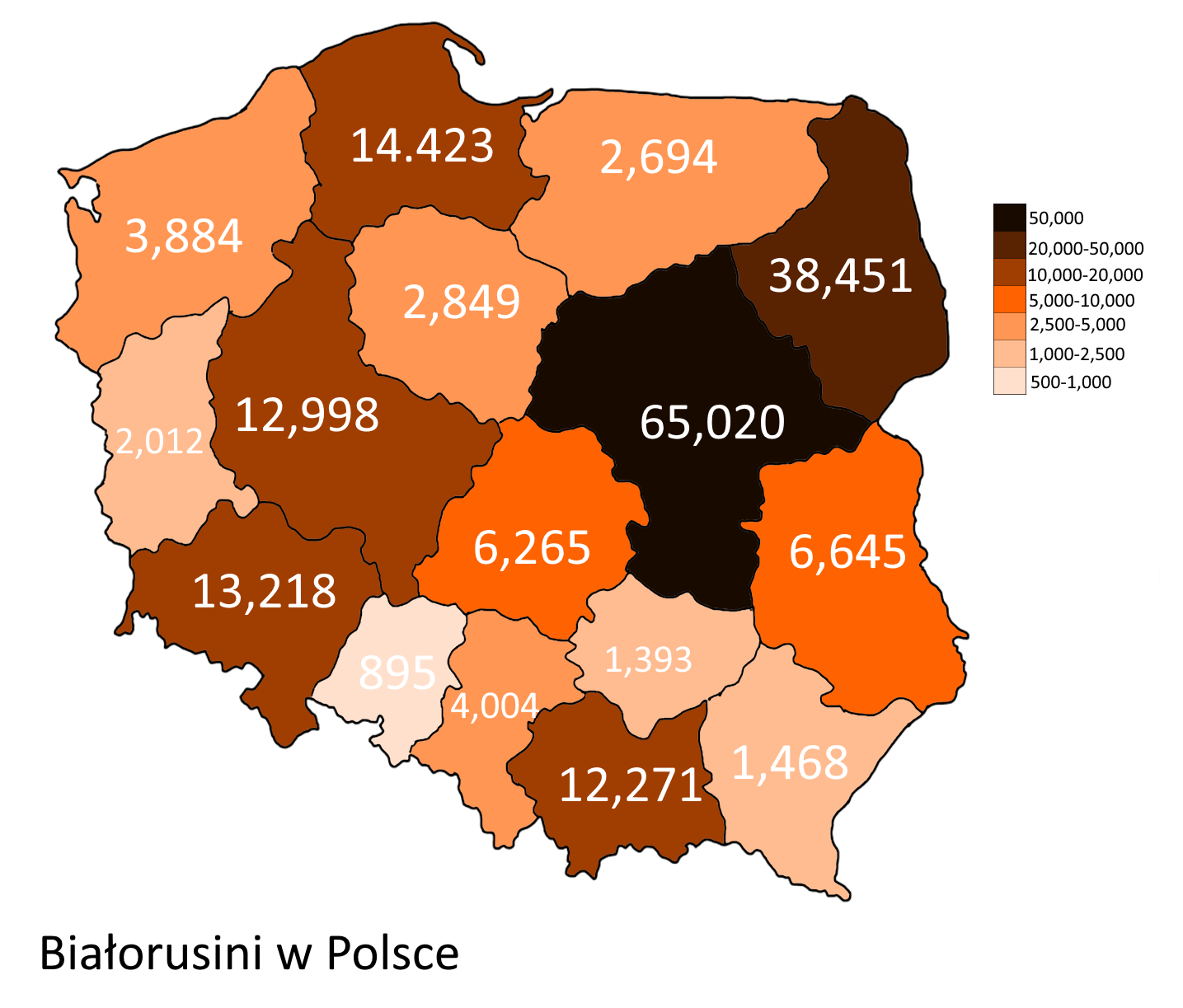
Białorusini w Polsce w podziale na województwa według spisu powszechnego z 2021 roku i danych migracyjnych

## Liczebność i obszar zamieszkania

### Dane na podstawie spisu powszechnego z 2021 roku i statystyk migracyjnych
Podczas przeprowadzonego w 2021 roku narodowego spisu powszechnego narodowość białoruską zadeklarowało 56,607 obywateli RP, zaś według statystyk migracyjnych z 2024 roku na terenie kraju mieszka 124,343 obywateli Białorusi, co daje razem 188,490 mieszkańców Polski białoruskiego pochodzenia.

### Dane z wcześniejszych spisów powszechnych

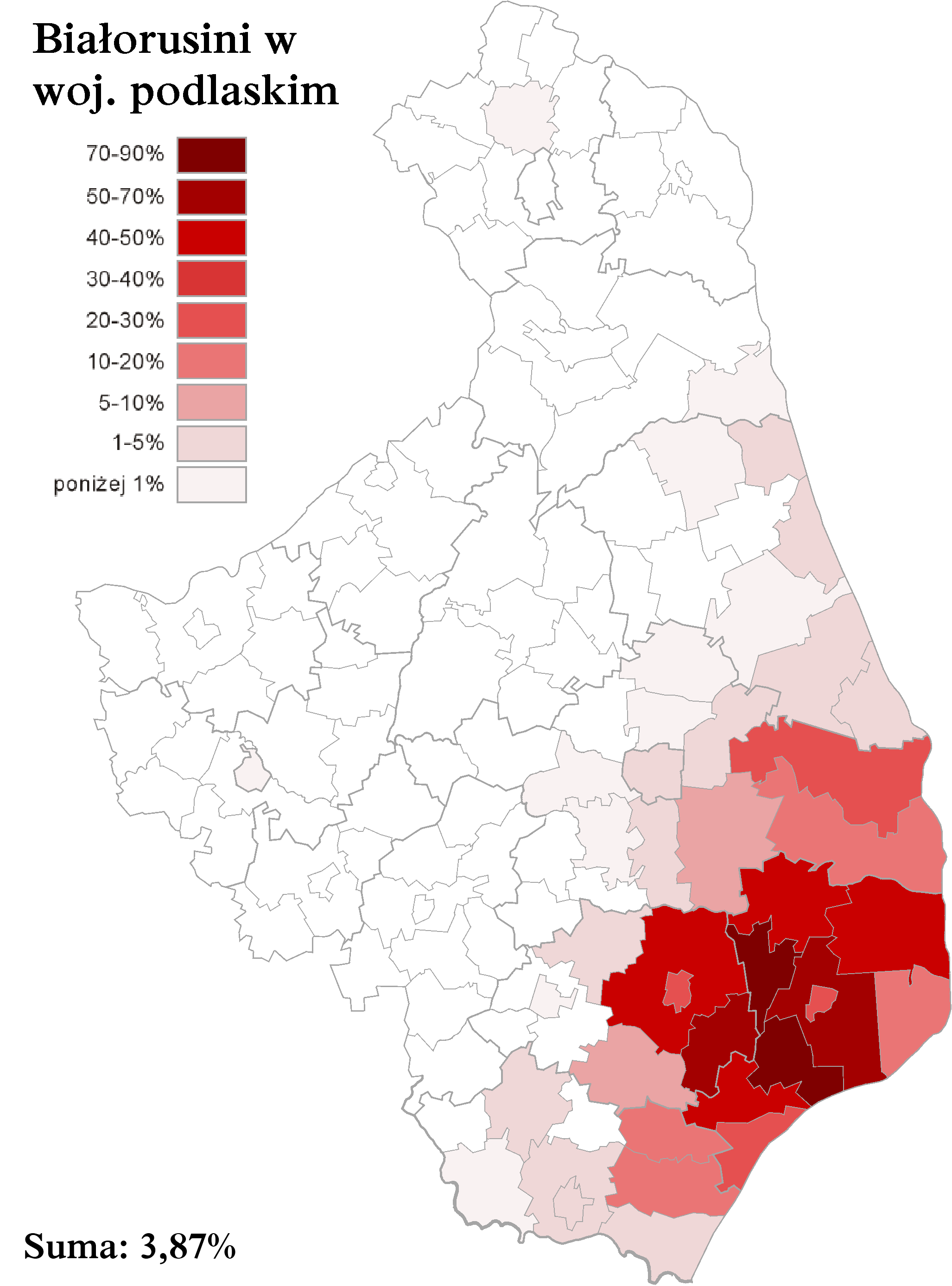
Odsetek Białorusinów w woj. podlaskim według Narodowego Spisu Powszechnego Ludności i Mieszkań 2002

Podczas przeprowadzonego w 2002 roku Narodowego Spisu Powszechnego narodowość białoruską zadeklarowało 47 640 obywateli RP, w większości zamieszkujących tereny województwa podlaskiego (najwięcej w Białymstoku: 7,5 tys.). Według Spisu używanie języka białoruskiego w kontaktach domowych zadeklarowało 40,6 tys. osób.
96,6% białoruskich deklaracji narodowościowych zebranych w trakcie spisu z 2002 roku przypada na województwo podlaskie, które jest tradycyjnym obszarem zamieszkania mniejszości białoruskiej, stanowiącej na jego obszarze ludność autochtoniczną. Według wyników spisu Białorusini w czterech gminach stanowią bezwzględną większość mieszkańców, czym odróżniają się od innych zamieszkujących w Polsce mniejszości (oprócz nich jedynie mniejszość litewska stanowi bezwzględną większość mieszkańców gminy Puńsk). Narodowy Spis Powszechny z 2002 roku wykazał, iż w dwunastu gminach (w tym w dwóch miastach – Bielsku Podlaskim i Hajnówce) mniejszość ta stanowi ponad 20% mieszkańców, co na mocy przepisów Ustawy z dnia 6 stycznia 2005 r. o mniejszościach narodowych i etnicznych oraz o języku regionalnym daje jej prawo do ubiegania się o wprowadzenie dwujęzycznych nazw obiektów geograficznych oraz używanie swego języka jako pomocniczego w kontaktach urzędowych. Jako pierwsza uchwałę o wprowadzeniu języka białoruskiego jako pomocniczego w administracji samorządowej przegłosowała 21 czerwca 2007 Rada Miejska Hajnówki. 12 lutego 2009 uchwała o wprowadzeniu języka białoruskiego jako pomocniczego została przyjęta jednogłośnie przez Radę Gminy Orla. Gmina ta stała się później również jedyną jak dotąd gminą, w której wprowadzono dwujęzyczne polsko-białoruskie nazwy miejscowości. Montaż dwujęzycznych tablic na terenie gminy zakończył się w październiku 2011 roku. Tablice stały się w maju 2012 roku obiektem wandalizmu, którego sprawcy nie zostali wykryci.

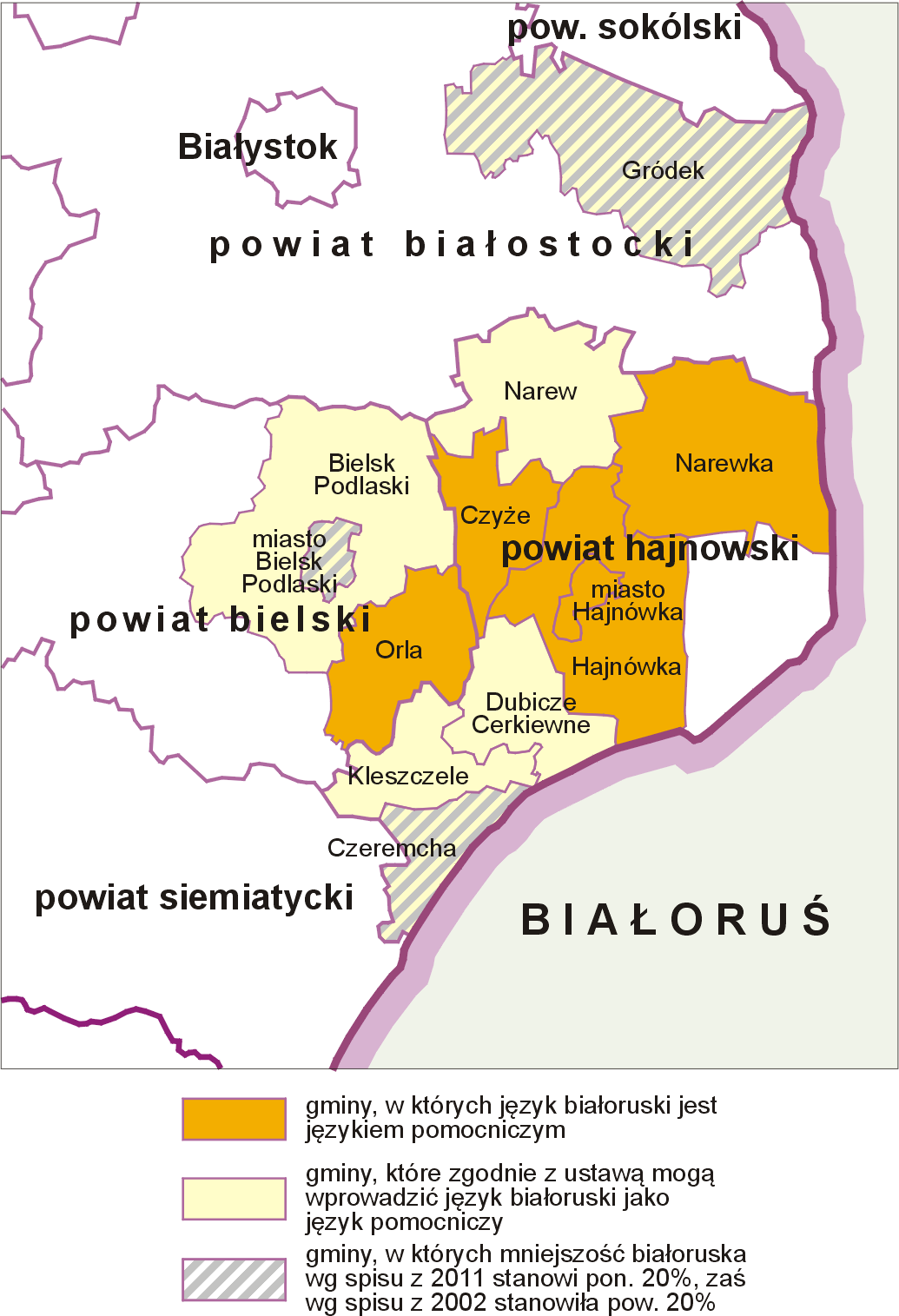
Język białoruski w Polsce (stan na 28.05.2010)

Uchwały o wprowadzeniu języka białoruskiego jako pomocniczego podjęły również Rada Gminy Narewka (24 marca 2009, wpis do Urzędowego Rejestru Gmin, w których jest używany język pomocniczy w dniu 16 czerwca 2009), Rada Gminy Czyże (wpis do Urzędowego Rejestru Gmin, w których jest używany język pomocniczy w dniu 8 lutego 2010) oraz Rada Gminy Hajnówka (wpis od 28 maja 2010 roku). Radni z 7 uprawnionych do podjęcia odpowiedniej uchwały gmin nie skorzystali z możliwości wprowadzenia na swoim obszarze języka pomocniczego.

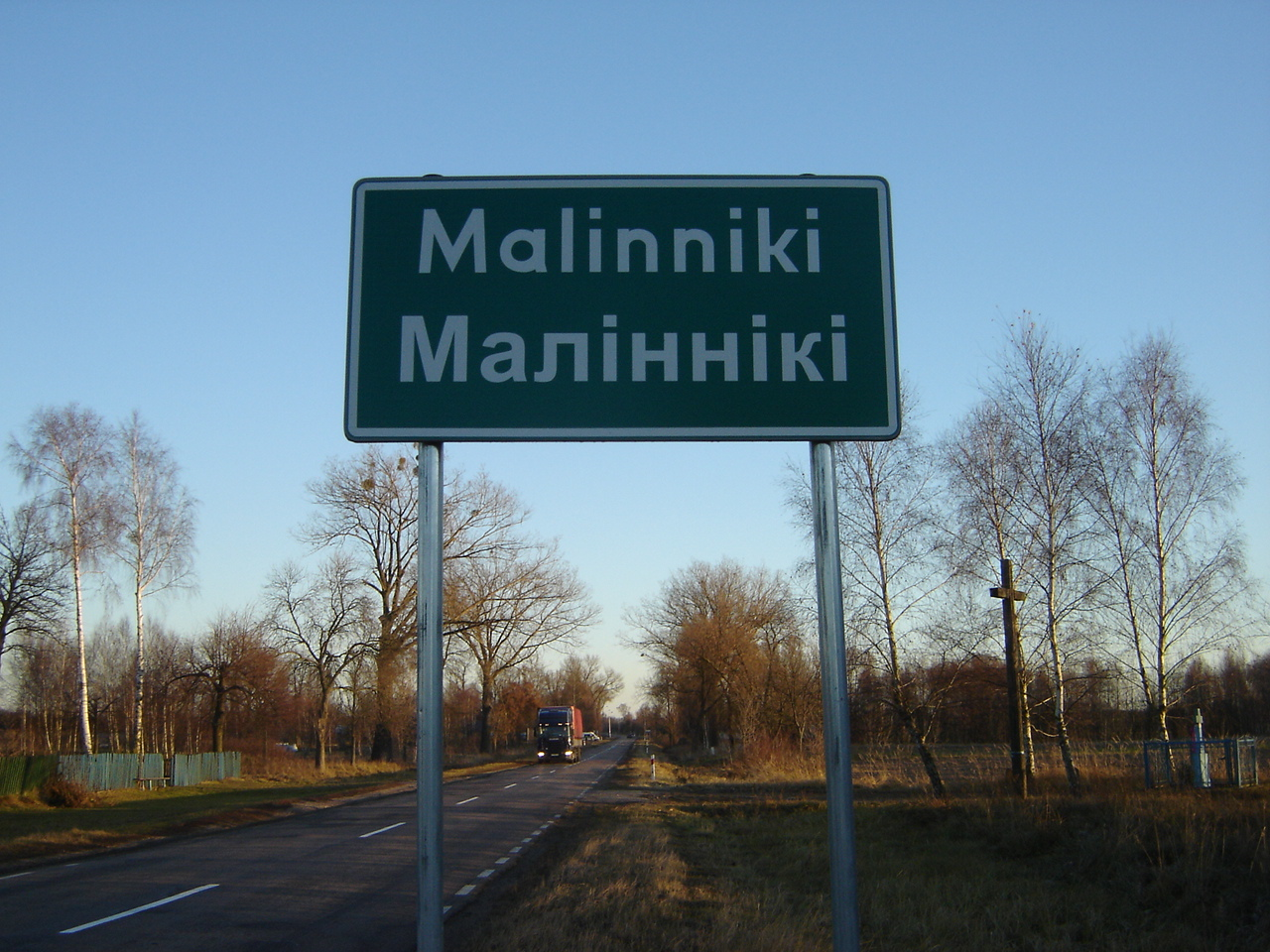
Jedna z dwujęzycznych tablic w gminie Orla

Gminy ze znaczną liczbą Białorusinów w strukturze narodowościowej (według Narodowego Spisu Powszechnego z 2002 roku; podana jest procentowa liczba obywateli polskich narodowości białoruskiej):
- Gmina Czyże (81,81)
- Gmina Dubicze Cerkiewne (81,33)
- Gmina Orla (68,93)
- Gmina Hajnówka (64,91)
- Gmina Narew (49,23)
- Gmina Bielsk Podlaski (46,68)
- Gmina Narewka (47,27)
- Gmina Kleszczele (41,83)
- Gmina Czeremcha (28,71)
- Hajnówka (26,41)
- Gmina Gródek (23,07)
- Bielsk Podlaski (20,66)
- Gmina Nurzec Stacja (16,36)
- Gmina Michałowo (14,17)
- Gmina Milejczyce (13,09)
- Gmina Białowieża (11,54)

Biorąc pod uwagę wyniki kolejnych spisów powszechnych, liczebność mniejszości białoruskiej w skali kraju w latach 2002–2011 uległa zmniejszeniu z 47,6 tys. w 2002 roku do 43,9 tys. w 2011. Znacznie poważniejszy procentowy spadek liczebności opisywanej grupy odnotowany został jednak w skali województwa podlaskiego, co może dokumentować postępującą w szybkim tempie asymilację mniejszości białoruskiej, dla której to właśnie Białostocczyzna stanowi główny teren zamieszkania. Liczba deklaracji białoruskich w województwie podlaskim, a więc na obszarze gdzie ludność ta stanowi społeczność autochtoniczną, wyniosła w 2011 r. 38,3 tys. wobec 46,4 tys. w 2002 r. (spadek o 17,4%). Narodowość białoruską jako jedyną wskazało w województwie podlaskim w 2011 roku 26,7 tys. badanych, zaś jako występującą z polską – 11,0 tys.
Ogółem w trakcie Spisu Powszechnego z 2011 roku poczucie przynależności do narodu białoruskiego zadeklarowało 46 687 osób. Z tej grupy właściwa mniejszość białoruska w Polsce (osoby posiadające polskie obywatelstwo) obejmuje 43 878 osób. Ludność miejska stanowiła w tej grupie 54,29%. Kobiety stanowiły 52,45% składu mniejszości białoruskiej, mężczyźni zaś – 47,55%. W trakcie spisu powszechnego z 2011 roku uwzględniono możliwość podania przez respondenta złożonej (podwójnej) identyfikacji narodowej. W przypadku 30 195 osób (64,7%) identyfikacja białoruska była jedyną zadeklarowaną. 15 562 osoby zadeklarowały jednocześnie i białoruską, i polską tożsamość narodową. 1030 osób wskazało, iż obok białoruskiej posiada także drugą tożsamość narodową, inną jednak niż polska.
Wyniki spisu pokazały, że społeczności Białorusinów wyraźnie wyróżniała się wśród innych mniejszości tym, że przynależność mniejszościowa (białoruska) w większym stopniu niż w innych niepolskich grupach stanowiła jednoznaczny (wyłączny) lub wiodący wymiar tożsamości etnicznej. To wśród Białorusinów odnotowano bowiem największą przewagę jednorodnych identyfikacji narodowych nad dwoistymi, jak również największy, obejmujący 77,8%, udział identyfikacji mniejszościowej wyrażonej jako odpowiedź na pierwsze („podstawowe”) pytanie etniczne.
17 480 osób wskazało w Spisie Powszechnym z 2011 roku język białoruski jako swój język ojczysty (9 770 kobiet oraz 7710 mężczyzn). W podziale na charakter miejsca zamieszkania język białoruski jako ojczysty wskazało 6869 mieszkańców miast oraz 10 611 mieszkańców wsi. Jednocześnie nowym zjawiskiem zaobserwowanym w Narodowym Spisie Powszechnym z 2011 roku było pojawienie się w miejscach zamieszkania mniejszości białoruskiej szeregu różnorodnych określeń dialektów i gwar używanych przez respondentów w odniesieniu do ich języka ojczystego oraz języka używanego przez nich w kontaktach domowych. Określenia te pozostawały na ogół w bezpośrednim związku z językiem białoruskim – 554 osoby stwierdziły, iż ich językiem ojczystym jest „gwara pogranicza polsko-białoruskiego”, a 425 osób za swój język ojczysty uznało „gwarę białorusko-ukraińską”. 341 osób uważało za swój język ojczysty „gwarę białoruską”, dookreślaną także jako „język prosty”. Podobne zróżnicowanie zaistniało w przypadku pytania o język używany w kontaktach domowych. 26 448 osób zadeklarowało używanie w kontaktach domowych języka białoruskiego (w przypadku 3950 osób był zaś to jedyny język używany w kontaktach domowych). Jednocześnie 669 osób zadeklarowało używanie w kontaktach domowych „gwary pogranicza polsko-białoruskiego”, 549 osób – „gwary białoruskiej”, 516 osób zaś – „gwary białorusko-ukraińskiej”. Liczba osób wskazujących język białoruski jako używany w kontaktach domowych zmalała od 2002 roku o ponad 14 tysięcy. Spadek ten częściowo wyjaśnia według badaczy GUS zaobserwowane przesunięcie deklaracji językowych z języka białoruskiego w kierunku bogactwa określeń gwar tego języka.
Spis powszechny z 2011 wykazał, że mniejszość białoruska jest najbardziej jednolita wyznaniowo spośród mniejszościowych społeczności nierzymskokatolickich. Zdecydowaną większość tworzą w niej wyznawcy prawosławia (83,6% członków społeczności).
Według danych z Narodowego Spisu Powszechnego z 2021 roku poczucie przynależności do narodu białoruskiego zadeklarowało łącznie 56 607 osób, przy czym jako jedyną zadeklarowało ją 35 370 osób, zaś 19 997 osób zadeklarowało ją łącznie z narodowością polską (zarówno jako pierwszą lub drugą zadeklarowaną identyfikację). Wzrost liczby osób deklarujących narodowość białoruską związany był przede wszystkim z narastaniem zjawiska migracji z Białorusi do Polski. Jednocześnie 17 325 osób zaznaczyło, iż używa języka białoruskiego w domu, przy czym 15 238 osób zaznaczyło, iż używa go równolegle z językiem polskim.

### Historia zróżnicowania etnicznego Białostocczyzny
Terytorium Białostocczyzny podzielić można na trzy zasadnicze części, wyodrębnione przede wszystkim ze względu na pochodzenie ludności, ale również ze względu na odmienną w ich dziejach sytuację polityczną, administracyjną i konfesyjną. Zachodnie krańce regionu, będące niegdyś częścią Mazowsza, zasiedliła początkowo ludność polska, przeważnie drobnoszlachecka. Na ziemie południowo-wschodnie napłynęła pierwotnie ludność ruska nadbużańska (północnoukraińska). Część północno-wschodnia stała się później obszarem zamieszkania ludności białoruskiej znad Niemna i Rosi.
Początki tworzenia mozaiki narodowościowej na Białostocczyznie sięgają pierwszej połowy XI wieku, gdyż właśnie na ten czas przypada wyraźne zagęszczenie sieci osadniczej dzisiejszego Podlasia. Wówczas też ziemie nad Bugiem i górną Narwią opanowali (około 1041 roku) książęta ruscy, którzy obok pobliskich mazowieckich wsi wznieśli swoje grody: Mielnik, Drohiczyn, Suraż, Brańsk, Kamieniec i szereg mniejszych. Spowodowało to w konsekwencji długie zatrzymanie kolonizacji mazowieckiej na krańcach zachodnich regionu, jak również początki ustalania się na obszarze południowej Białostocczyzny szerokiego pasa styku między Słowianami zachodnimi i ludnością wschodniosłowiańską, który trwa w tym miejscu aż do dzisiejszych czasów (niemniej jednak ostateczna granica między osadnictwem mazowieckim a wschodniosłowiańskim ustaliła się tutaj dopiero w I połowie XV wieku).
Inne były losy osadników na północy opisywanego obszaru. Słowiańskie osadnictwo średniowieczne, związane z okresem wielkiej wędrówki Słowian w VI wieku, nie objęło terenów położonych na północ od Biebrzy, które stanowiły terytorium Jaćwieży. Za kres dziejów ziem jaćwieskich można umownie przyjąć rok 1283. Dalsze walki litewsko-ruskie i litewsko-krzyżackie w XIII i XIV wieku spowodowały całkowite opustoszenie terenów nad górną Narwią, Biebrzą i nad południowymi dopływami Niemna. Zniknęło z nich osadnictwo mazowieckie nad Brzozówką, a zamieszkała na teych terenach ludność wschodniosłowiańska cofnęła się aż za rzekę Roś. Na dwa-trzy wieki rozciągnęła się tutaj ogromna pustka osadnicza.
Pod koniec XIV wieku ziemie dzisiejszej Białostocczyzny znalazły się w granicach Wielkiego Księstwa Litewskiego w księstwie trockim. Wywarło to decydujący wpływ na przebieg zasiedlania i charakter etniczny nowego osadnictwa. Wraz z otrzymaniem przez możnowładztwo litewsko-ruskie licznych dóbr wzmocniło się również na tych ziemiach osadnictwo o charakterze białoruskim. W 1434 roku Zygmunt Kiejstutowicz nadał swemu marszałkowi Janowi Gasztołdowi miasto Tykocin wraz z okolicą (26 przyległych wsi). Gasztołdowie, poprzez wykupywanie wsi szlacheckich, powiększyli znacznie swoje dobra, sprzyjając jednocześnie w ten sposób kolonizacji białoruskiej. Białorusinów osiedlał też na początku XVI wieku Mikołaj Radziwiłł. Działo się to w trakcie dokonywanej przez niego kolonizacji Puszczy Knyszyńskiej. W 1509 roku sekretarz królewski Iwan Semenowicz Sapieha (pochodzący z prawosławnego rodu, któremu przypisuje się białoruskie pochodzenie) otrzymał włość Boćki. Białorusini osiedlali się również wokół nowo założonego dworu Dowspuda.
Odległość i obszerny pas puszcz utrudniały Litwinom z Trok zarządzanie ziemiami nad Bugiem, Narwią i Biebrzą, toteż wydzielili oni z województwa trockiego w 1520 roku nowe województwo podlaskie (nazwane tak, gdyż obejmowało ziemie leżące za puszczą wzdłuż granicy Lachów Polaków). Odłączenie tych ziem od województwa trockiego wzmocniło co prawda wpływy mazowieckie, niemniej jednak znad dorzecza Rosi ku dorzeczu Narwi przesuwać zaczęli się intensywnie także osadnicy białoruscy. J. Wiśniewski zauważa, iż ludność osiedlająca się w pobliżu źródeł Supraśli pochodziła ze starych wsi białoruskich, znajdujących się nad południowymi dopływami Rosi. Szczyt zasiedlenia białoruskiego wiązał się z pomiarą włóczną dokonaną po przejęciu w 1524 roku dóbr w Wielkim Księstwie Litewskim przez królową Bonę. W jej wyniku przez blisko 30 lat intensywnie powstawały nowe, duże i zwarte wsie. Białoruski klin osadniczy wcinał się coraz mocniej od Wołkowyska między górną Świsłocz i górną Narew. Do początku XVII wieku białoruskie osadnictwo dotarło do samej granicy Puszczy Białowieskiej, likwidując większą część Puszczy Bielskiej. W I połowie XVII wieku (przed 1634) osadnicy białoruscy znad Świsłoczy zetknęli się po raz pierwszy z ludnością pochodzenia północnoukraińskiego. Obie wschodniosłowiańskie grupy osadnicze zaczęły odtąd podlegać wspólnym procesom narodotwórczym. Niemniej jednak granica między tymi dwoma pierwotnymi masywami osadniczymi – wołyńskim i białoruskim – nie została zatarta do dzisiaj i wciąż może być wyznaczona m.in. za pomocą badań lingwistycznych.

### Białorusini w Polsce a białoruski obszar etnograficzny

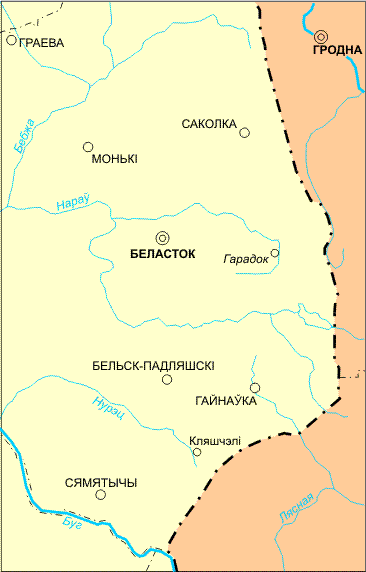
Mapa Białostocczyzny z białoruskimi nazwami najważniejszych ośrodków

Teren etnograficznie białoruski we współczesnych granicach Rzeczypospolitej Polskiej wyodrębnił na podstawie kryterium językowego Stanisław Glinka w 1960 roku, a więc w czasie, gdy gwary wschodniosłowiańskie były jeszcze powszechnie używane na Białostocczyźnie jako środek codziennej komunikacji. Językoznawca ten oparł się na wynikach badań prowadzonych przez Pracownię Filologii Białoruskiej Zakładu Słowianoznawstwa PAN. Z badań tych wynikało, iż gwary białoruskie sięgały stosunkowo daleko na zachód: w części północnej po Kanał Augustowski, na zachód od rzeki Brzozówki oraz osad Suchowola i Korycin, w części południowej spotykano zaś je sporadycznie jeszcze na wysokości Łap. Za południową granicę gwar białoruskich przyjął Glinka rzekę Narew.
Włodzimierz Pawluczuk zwraca uwagę, iż mimo rozległości obszaru etnograficznego, który mógłby stać się substratem białoruskiej świadomości narodowej, liczba świadomych Białorusinów we współczesnych granicach Polski jest relatywnie niewielka. Przyczyną tego stanu rzeczy jest m.in. proces polonizacji, któremu najszybciej uległa białoruskojęzyczna ludność wiejska wyznania katolickiego. Pojęcie polskości okazało się w przypadku tej grupy ludności synonimem katolicyzmu. Więź religijna białoruskojęzycznych katolików zamieszkałych w granicach współczesnej Polski okazała się silniejsza od więzi językowej i zdecydowała o włączeniu się tej społeczności w skład polskiej wspólnoty narodowej, co z kolei spowodowało szybko postępujący zanik tradycyjnej kultury w etnograficznie białoruskich, lecz katolickich pod względem konfesyjnym, wsiach Białostocczyzny.
Ze względu na zanik białoruskiej tożsamości w miejscowościach katolickich granice białoruskości w środowiskach wiejskich Białostocczyzny zaczęło wyznaczać wyznanie prawosławne. Działo się to przy tym zupełnie niezależnie od jakichkolwiek układów etnograficznych istniejących w obrębie podlaskich wyznawców tej religii. Etnonim Białorusini jako określenie własnej grupy etnicznej rozpowszechnił się wśród ludności prawosławnej zamieszkałej zarówno na terenach etnograficznie białoruskich (powiat sokólski, augustowski, białostocki, północna część powiatu hajnowskiego), jak i obszarach uważanych przez niektórych badaczy za etnograficznie raczej północnoukraińskie (powiat bielski, powiat siemiatycki, część powiatu hajnowskiego). Tak właśnie ukształtowaną grupę etniczną ma się zazwyczaj na myśli mówiąc o mniejszości białoruskiej na Białostocczyźnie.
Obszar Białostocczyzny jest terytorium mającym dla opisywanej mniejszości zasadnicze znaczenie, uważanym przez Białorusinów za swój region. Ideologię regionalną, w centrum której znajduje się obraz Białostocczyzny, uznać należy za decydującą dla integracji społeczności białoruskich w Polsce.

### Białoruscy migranci w Polsce
Odrębną, od autochtonicznej mniejszości narodowej, grupą Białorusinów są obywatele Białorusi-migranci. W 2020 roku w Polsce mieszkało ich ponad 100 tysięcy.

## Życie społeczne

### Organizacja

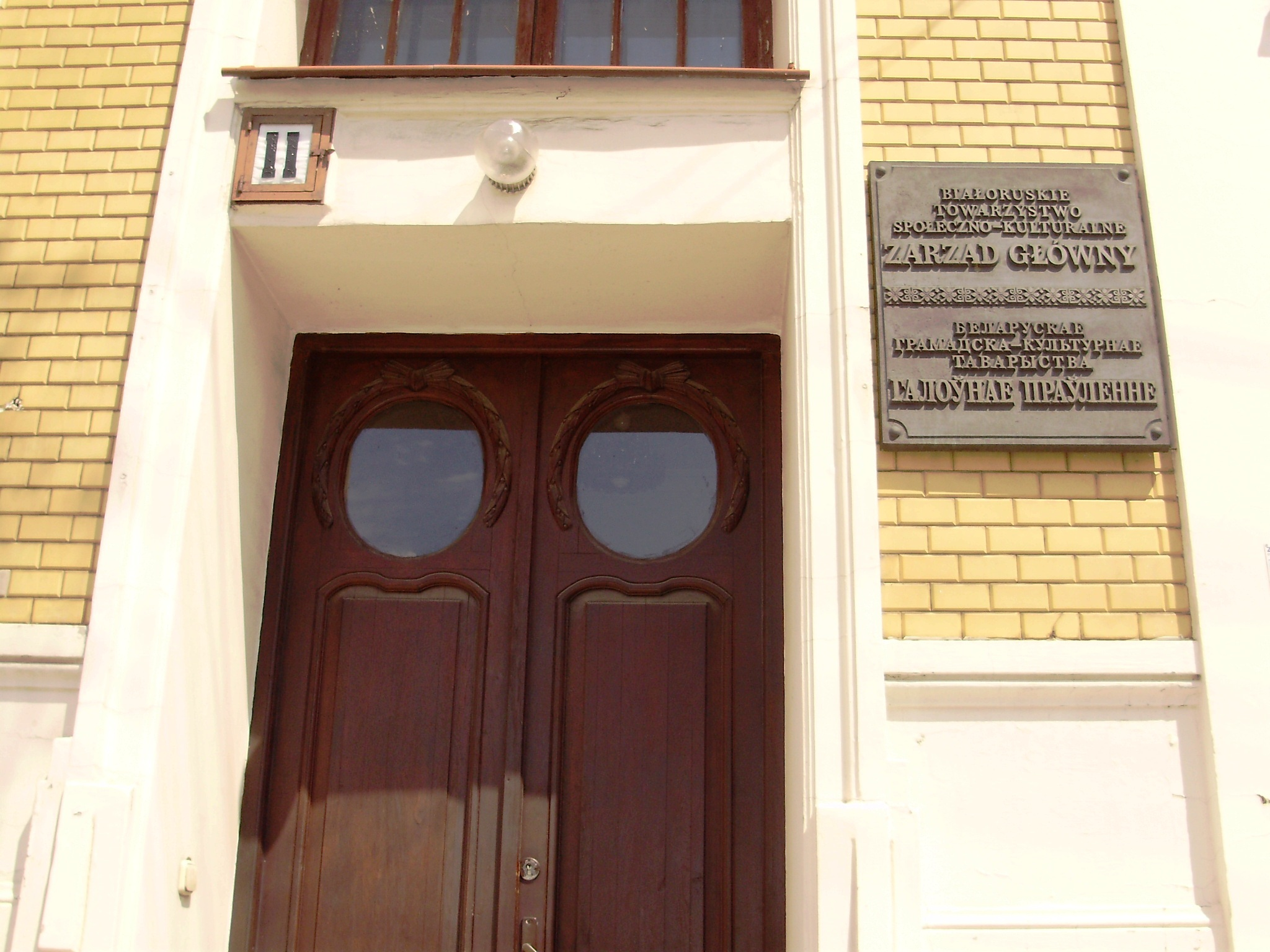
Wejście do siedziby Białoruskiego Towarzystwa Społeczno-Kulturalnego (BTSK) w Białymstoku

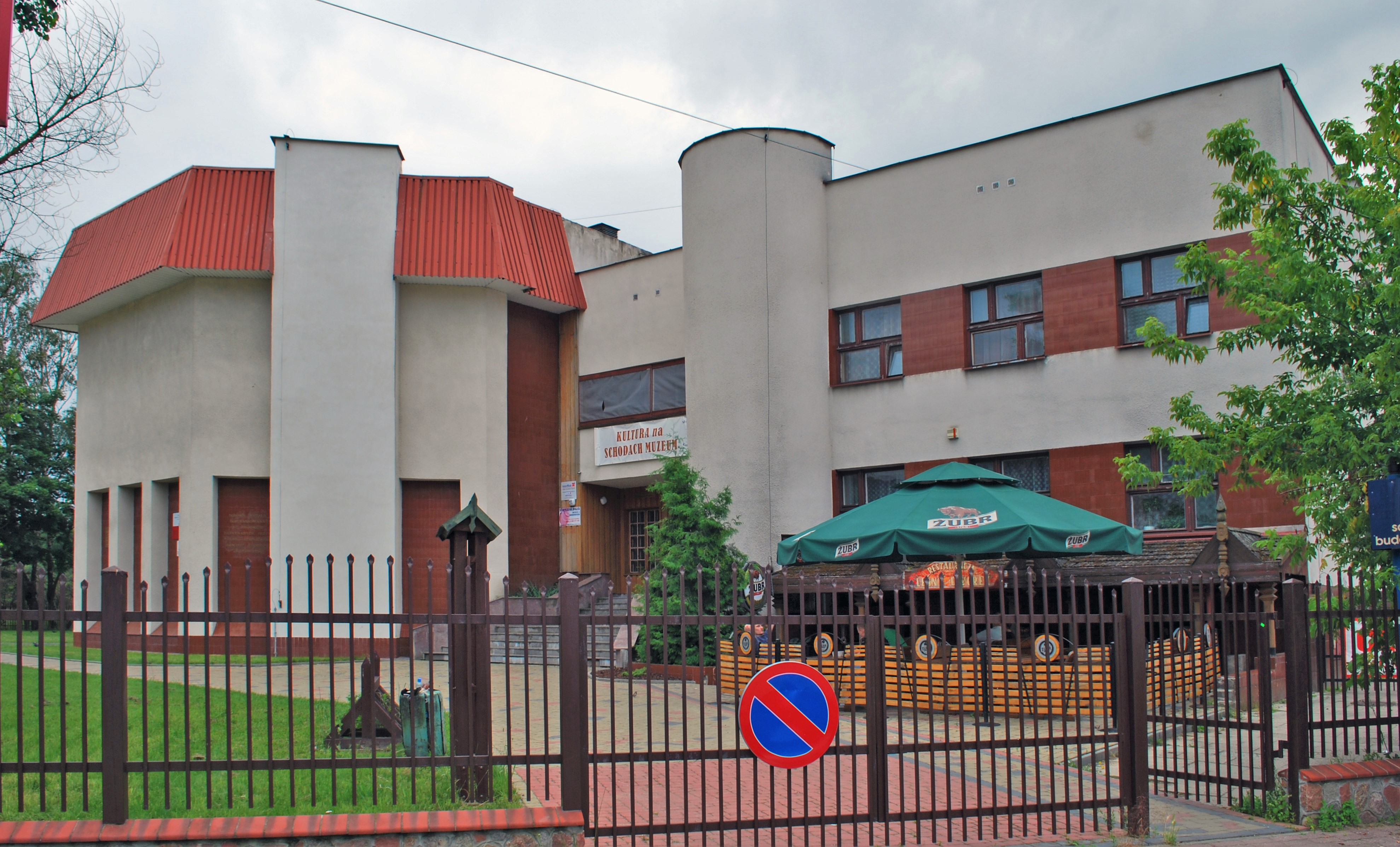
Muzeum i Ośrodek Kultury Białoruskiej w Hajnówce

Przełom październikowy 1956 roku pociągający za sobą zmianę polityki państwa polskiego w stosunku do mniejszości narodowych sprawił, iż najintensywniejszy rozwój białoruskiego życia kulturalnego w Polsce przypadł na koniec lat 50. i lata 60. Do rozwoju i popularyzacji białoruskiej kultury narodowej przyczyniły się takie mające miejsce w tym okresie wydarzenia, jak utworzenie Białoruskiego Towarzystwa Społeczno-Kulturalnego, pojawienie się 4 marca 1956 roku pierwszego numeru tygodnika Niwa i powołanie Muzeum Etnograficznego w Białowieży. Szeroką działalność organizacyjną rozwinęło zwłaszcza Białoruskie Towarzystwo Społeczno-Kulturalne, którego systematycznie rozbudowywana struktura osiągnęła w 1967 roku 10 oddziałów i 172 koła terenowe na całej Białostocczyźnie, a także w takich ośrodkach jak Warszawa i Gdańsk. Rozwinął się amatorski ruch artystyczny, powstały liczne zespoły śpiewacze, teatralne, instrumentalne. W 1956 roku na Uniwersytecie Warszawskim utworzono filologię białoruską, co na Białostocczyźnie było powszechnie odbierane jako stabilna podstawa do zaistnienia białoruskiej elity intelektualnej.
Atmosfera wokół mniejszości narodowych w powojennej Polsce diametralnie zmieniła się w latach 70. Okres ten wiązał się z prowadzonym metodami administracyjnymi osłabianiem również białoruskiej aktywności kulturalnej i narodowej na Białostocczyźnie. Rozwiązano wówczas Komisję Narodowościową Komitetu Wojewódzkiego PZPR w Białymstoku, zlikwidowano Białoruskie Muzeum Etnograficzne w Białowieży, znacząco zredukowany został potencjał organizacyjno-materialny Białoruskiego Towarzystwa Społeczno-Kulturalnego. Zlikwidowany został ponadto największy białoruski zespół estradowy „Lawonicha”, zamarła niemal całkowicie działalność również innych zespołów teatralnych, chóralnych czy tanecznych. Liczbę szkół białoruskich zmniejszono do 1/3 dotychczasowej. W procesie tworzenia Zalewu Siemianówka naruszono w odczuciu Białorusinów podstawowe prawa człowieka do swego terytorium. Zatopieniu uległo wówczas pięć typowo białoruskich wsi (m.in. Bołtryki i Łuka) o niezwykle bogatej kulturze obrzędowej.
Cechą charakterystyczną życia mniejszości białoruskiej w Polsce po 1989 było zinstytucjonalizowane włączanie się w nurt życia politycznego regionu i kraju.
Do działających obecnie głównych organizacji i stowarzyszeń mniejszości białoruskiej należą Białoruskie Towarzystwo Społeczno-Kulturalne w Polsce, Związek Białoruski w RP, Związek Młodzieży Białoruskiej, Białoruskie Stowarzyszenie Literackie „Białowieża”, Białoruskie Towarzystwo Historyczne, Stowarzyszenie Dziennikarzy Białoruskich, Białoruskie Zrzeszenie Studentów. Najważniejsze tytuły prasowe to tygodnik „Niwa”, miesięcznik społeczno-kulturalny „Czasopis” oraz półrocznik „Białoruskie Zeszyty Historyczne”.
W porównaniu do stowarzyszeń innych polskich mniejszości narodowych organizacje mniejszości białoruskiej należą do najbardziej skoncentrowanych terytorialnie. Wydane w 2010 roku opracowanie Głównego Urzędu Statystycznego zaznaczało, iż 10 z 12 stowarzyszeń Białorusinów ma swoje zarządy w Białymstoku. W sumie stowarzyszenia białoruskie zrzeszały około 5,5 tys. członków. Zdecydowana większość tej grupy przypadała na Białoruskie Towarzystwo Społeczno-Kulturalne.
| Liczebność stowarzyszeń mniejszości białoruskiej w Polsce | Liczebność stowarzyszeń mniejszości białoruskiej w Polsce | Liczebność stowarzyszeń mniejszości białoruskiej w Polsce | Liczebność stowarzyszeń mniejszości białoruskiej w Polsce |
| Nazwa organizacji                                         | Nazwa po białorusku                                       | Liczebność                                                | Rok                                                       |
| --------------------------------------------------------- | --------------------------------------------------------- | --------------------------------------------------------- | --------------------------------------------------------- |
| Białoruskie Towarzystwo Społeczno-Kulturalne              | Беларускае грамадска-культурнае таварыства                | 5207                                                      | 2008                                                      |
| Białoruskie Zrzeszenie Studentów w Polsce                 | Беларускае аб’яднанне студэнтаў у Польшчы                 | 70                                                        | 2005                                                      |
| Białoruskie Kulturalno-Naukowe Centrum w Poznaniu         | Беларускі культурна-асьветніцкі цэнтар у Познані          | 50                                                        | 2008                                                      |
| Towarzystwo Kultury Białoruskiej                          | Таварыства беларускай культуры                            | 32                                                        | 2008                                                      |
| Stowarzyszenie Dziennikarzy Białoruskich                  | Асацыяцыя беларускіх журналістаў                          | 30                                                        | 1996                                                      |
| Białoruskie Stowarzyszenie Literackie „Białowieża”        | Беларускае літаратурнае аб’яднанне „Белавежа”             | 25                                                        | 2008                                                      |
| Białoruskie Towarzystwo Kulturalne „Chatka”               | Беларускае культурнае таварыства „Хатка”                  | 21                                                        | 2006                                                      |
| Białoruskie Towarzystwo Historyczne                       | Беларускае гістарычнае таварыства                         | 20                                                        | 2005                                                      |
| Rada Programowa Tygodnika „Niwa”                          | Праграмная рада тыднёвіка „Ніва”                          | 15                                                        | 2008                                                      |
| Związek Młodzieży Białoruskiej                            | Звяз беларускай моладзі                                   | 15                                                        | 2008                                                      |

Do największych imprez kulturalnych mniejszości białoruskiej w Polsce zaliczają się Festiwal Białoruskiej Muzyki Młodzieżowej „Basowiszcza”, Festiwal „Piosenka Białoruska” w Białymstoku, Bielska Jesień Bardów, Święto Kultury Białoruskiej w Białymstoku, Święto „Kupalle” w Białowieży.
Zdecydowana większość przedstawicieli mniejszości białoruskiej należy do Polskiego Autokefalicznego Kościoła Prawosławnego, toteż istotną rolę w podtrzymywaniu tożsamości narodowej mniejszości odgrywa prasa i organizacje prawosławne, w szczególności: miesięcznik „Przegląd Prawosławny”, Bractwo Prawosławne św. Cyryla i Metodego, Bractwo Młodzieży Prawosławnej.

### Problem asymilacji

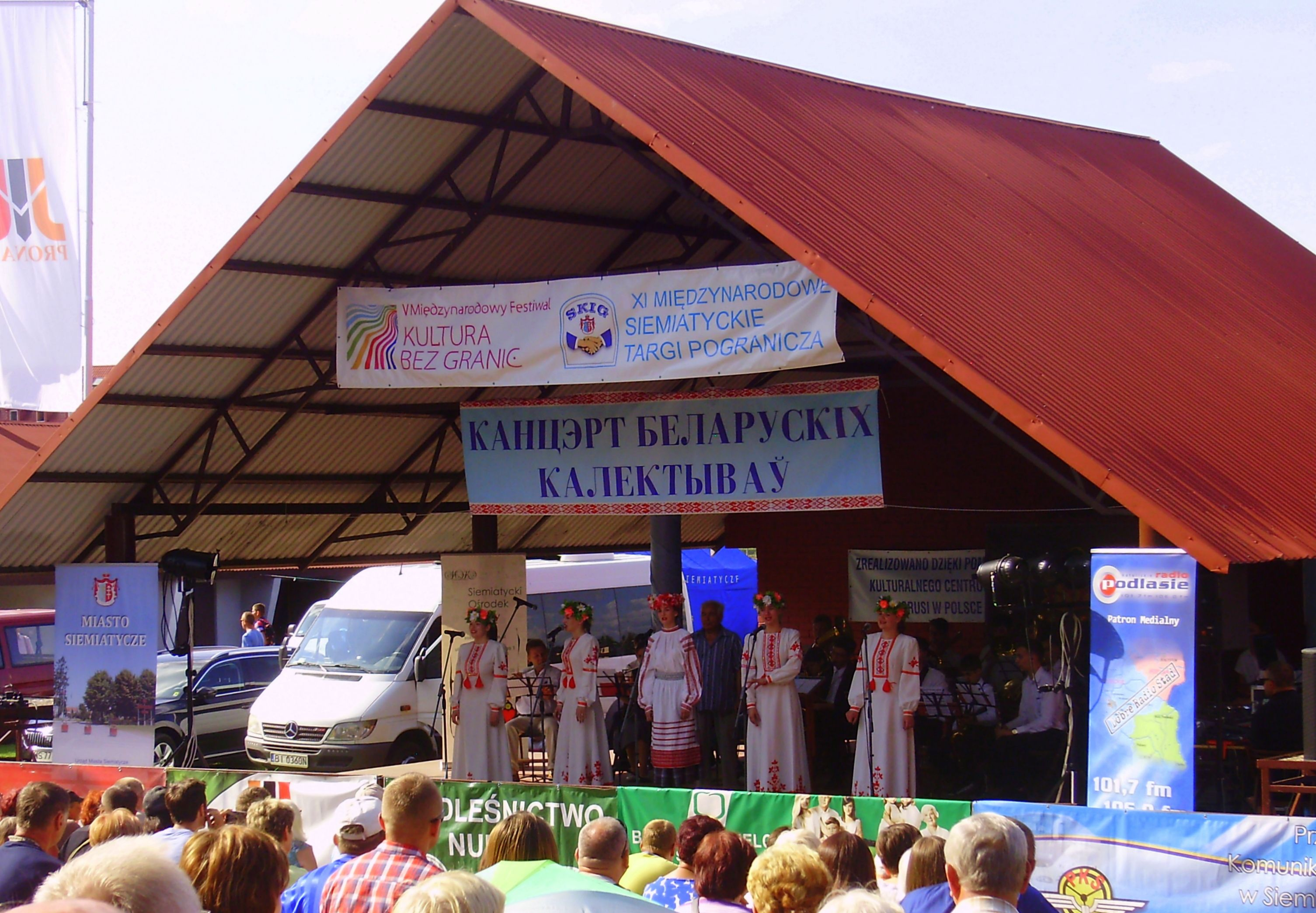
Koncert Zespołów Białoruskich w Siemiatyczach

Elżbieta Czykwin zwraca uwagę na istnienie dwóch ośrodków, które kreują poczucie identyfikacji narodowej mniejszości białoruskiej. Pierwszy z nich akcentuje czynnik religijny i skupiony jest wokół Cerkwi prawosławnej, bractw cerkiewnych oraz miesięcznika „Przegląd Prawosławny”. Grupa ta stoi na gruncie suwerenności państwa białoruskiego i jest sceptyczna w sprawie wszelkich ingerencji Polski w wewnętrzne sprawy Białorusi. Drugi ośrodek, mogący być określony jako „narodowy” koncentruje się wokół m.in. Związku Białoruskiego oraz takich organów prasowych jak Niwa i Czasopis. Dla ośrodka tego ważny jest problem suwerenności państwa białoruskiego, a jego działacze wyrażają niezadowolenie z rządów Aleksandra Łukaszenki.
Dużo ważniejsze i wciąż wzrastające znaczenie ma ośrodek związany z Cerkwią prawosławną, co wynika z tego, iż identyfikacja większości członków mniejszości białoruskiej z Republiką Białorusi jest nikła i w sensie obywatelskim czują się oni w pełni Polakami, uważając za swoją ojczyznę Polskę. Nie oznacza to braku istnienia licznych uprzedzeń i psychologicznych barier dzielących białorusko-prawosławną mniejszość i polskokatolicką większość na Podlasiu. Bariery te tracą obecnie swoją ostrość. Niemniej jednak od zawsze teren Białostocczyzny dzielił się w świadomości miejscowej ludności prawosławnej na dwie zasadnicze części: część polskojęzyczną i część ruskojęzyczną. Ruskość na Białostocczyźnie funkcjonuje jako przeciwieństwo polskości i nierozerwalnego z nią katolicyzmu:

Polskość wyobrażała stereotypowe przeciwieństwo wszystkiego co prawosławne – „ruskie”. W odwrotnej relacji funkcjonowało to również po stronie polskiej. W wyobrażeniach znacznej części ludności białoruskiej Polacy byli wiecznie źli, nietolerancyjni, skłonni do agresji, bo taka była ich natura. Z Polakiem należało unikać konfliktów, zejść mu z drogi, gdyż w antyruskim zaślepieniu był on nieobliczalny.

Ostatni głęboki podział między Białorusinami a Polakami na Podlasiu przypadł na przełom polityczny w 1980 roku. Utrzymujący się wówczas na Białostocczyźnie stan napięcia na tle narodowościowym i religijnym sprawiał, iż w umysłach ludności prawosławnej panowało widmo zbliżającego się kataklizmu:

„Solidarność” na Białostocczyźnie pojawiła się jako ruch narodowo polski i wybitnie katolicki. Chociaż początkowo włączyło się do tego ruchu wielu Białorusinów, jednak bardzo szybko opuścili szeregi tej formacji. Nawet ci, którzy wcześniej poczuli się Polakami, nie byli w stanie funkcjonować wśród katolików alergicznie reagujących na każdy element „ruskiej” inności. Białorusin lub prawosławny (tych pojęć nie rozróżniano) w oczach białostockich działaczy solidarnościowych był cząstką sowieckiego świata, przeciw któremu buntowała się właśnie „Solidarność”.

Zachowanie działaczy „Solidarności” w stosunku do mniejszości narodowych i wyznaniowych i widmo prześladowań z ich strony sprawiło, że Białorusini z ulgą zareagowali na wprowadzenie stanu wojennego. Z drugiej strony latem 1981 roku zawiązano nastawione opozycyjnie Białoruskie Zrzeszenie Studentów, które nie zostało zalegalizowane przez władze, a inteligencja białoruska wydawała poza cenzurą różne biuletyny, odezwy i broszury, prezentujące jej myśl społeczno-polityczną (łącznie 49 takich tytułów w latach 1981–1989).
Mniejszość białoruska w Polsce przeżywa obecnie bardzo silne procesy asymilacyjne. Przyczynami tego stanu są przede wszystkim rozpoczęta już przed kilkudziesięcioma laty migracja jej przedstawicieli do miast oraz niemal całkowite wytracanie ojczystych gwar na rzecz języka polskiego, czemu sprzyja fakt, iż literacki język białoruski przyjęty przez działaczy mniejszości dla działalności społecznej i kulturalnej nie odpowiada pierwotnym gwarom, charakterystycznym dla większości obszaru zamieszkania polskich Białorusinów.
Nie bez znaczenia dla szybkości procesów asymilacyjnych pozostaje również niemal całkowita obojętność Cerkwi prawosławnej na Białostocczyźnie w kwestii identyfikacji narodowej swoich wiernych oraz brak specyficznych elementów narodowych w życiu poszczególnych parafii. Nie zmienia to faktu, iż wyznawane przez polskich Białorusinów Prawosławie stanowi wciąż najważniejszą barierę dla pełnej asymilacji z polską większością.
Niezwykła słabość identyfikacji białoruskiej przy jednoczesnym silnym poczuciu odrębności wyznaniowej od polskokatolickiej większości sprawia, iż mniejszość białoruska podąża w kierunku stania się de facto mniejszością religijną bardziej niż etniczną, o czym świadczy wzrastająca popularność autoidentyfikacji „prawosławny Polak”.
Lech Nijakowski uważa, iż prawosławie – „religia etniczna” polskich Białorusinów – choć jest wyznaniem chrześcijańskim, to nie jest przez Polaków darzone sympatią, przy czym dystans wobec prawosławnych jest naturalnie wyższy na Białostocczyźnie. Z tego powodu wielu młodych Białorusinów wyjeżdżających na studia i pozostających po ukończeniu nauki w nowych miejscach zamieszkania ukrywa swoje białoruskie pochodzenie. Zachowanie to jest przykładem przekroczenia granicy międzyetnicznej w celu uniknięcia społecznego stygmatyzowania i dyskryminacji. Fakt, iż polscy Białorusini zamieszkują w zwartych skupiskach na Białostocczyźnie, stanowi oparcie dla reprodukcji tradycyjnej kultury jedynie dla tych osób, które pozostają w miejscu zamieszkania swoich przodków. Osiedlanie się Białorusinów poza Podlasiem, przyczyną którego jest dążenie do awansu społecznego, pociąga zaś za sobą akulturację i w wielu przypadkach zmianę tożsamości. Wszystko to utrudnia modernizację kultury białoruskiej.
O znacznym zaawansowaniu procesów asymilacyjnych wśród mniejszości białoruskiej świadczą według M. Sajewicza takie fakty, jak nadawanie dzieciom wyłącznie imion katolickich (lub takich imion prawosławnych, które mają swoje odpowiedniki wśród imion popularnych w Polsce), coraz częstsze zawieranie małżeństw mieszanych, wyraźny spadek zainteresowania nauczaniem języka białoruskiego w miejscowych szkołach podstawowych i średnich, brak zainteresowania prasą i książką białoruską, pojawienie się napisów nagrobkowych w języku polskim na cmentarzach prawosławnych.
Marek Barwiński przewiduje postępujący proces asymilacji ludności pochodzenia białoruskiego przy zachowaniu odrębności wyznaniowej, co może skutkować przekształceniem się białoruskiej mniejszości narodowej w regionalną grupę polskiej ludności prawosławnej. Sprzyjać temu będzie depopulacja Białostocczyzny, migracja do miast, niewielka aktywność polityczna Białorusinów i rozdrobnienie ruchu białoruskiego.
Gwałtownie postępująca asymilacja, przez którą mocno zawęża się krąg osób potencjalnie zainteresowanych zachowaniem białoruskiej kultury i tożsamości, sprawia iż społeczna aktywność białoruskich organizacji w ostatnim czasie znacznie osłabła. Wiara w sens podejmowanych działań coraz częściej znika nawet wśród samych działaczy białoruskich.

### Białorusini a Ukraińcy na Białostocczyźnie

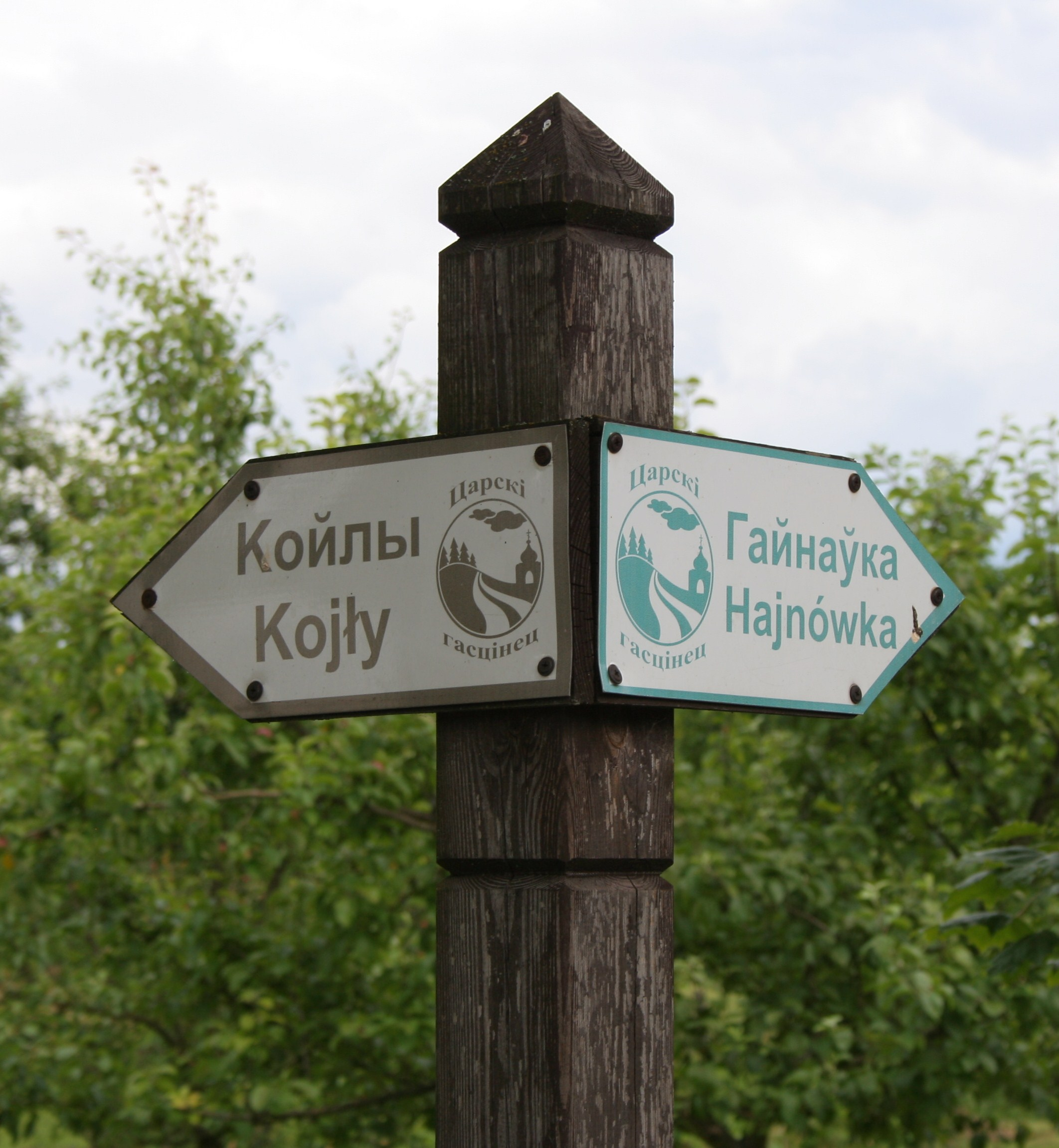
Dwujęzyczny znak w Osówce wyznaczający przebieg tak zwanego Carskiego Szlaku (Carski Haścinieć)

Dodatkowo już od lat 80. w obrębie prawosławnej społeczności Białostocczyzny obserwowany jest pewien wzrost świadomości ukraińskiej. Zjawisko to dotyczy zwłaszcza młodzieży, szczególnie z wykształceniem wyższym, która zaczyna dostrzegać cechy łączące ich gwarę rodzinną z ukraińskim językiem literackim, a także uznawać za odpowiadające ukraińskim pewne odrębności kulturowe swojego otoczenia (folklor, kultura materialna itd.). Do tej grupy ludności kieruje swoje działania powstały w 1992 roku Związek Ukraińców Podlasia z siedzibą w Bielsku Podlaskim. Działalność organizacji ukraińskich na Białostocczyźnie często napotyka jednak na opór miejscowych mieszkańców, gdyż we wschodniosłowiańskich społecznościach tego regionu brak jest, jak stwierdza M. Sajewicz, „tradycji nazwy Ukrainiec używanej na określenie miejscowej ludności prawosławnej”.
Należy przy tym zauważyć, iż sam proces pojawiania się osób z ukraińską autoidentyfikacją narodowościową na terenie uważanym za etnicznie białoruski nie jest pozbawiony pewnych obiektywnych podstaw. Główne argumenty działaczy ukraińskich na Białostocczyźnie koncentrują się zwłaszcza wokół kryterium językowego. Na obszarze o najbardziej rozwiniętej białoruskiej świadomości narodowej (z miejscowościami takimi jak Bielsk Podlaski, Hajnówka, Kleszczele, Orla, Siemiatycze) językiem codziennym są bowiem – czy raczej były w czasach przed zaawansowaną polonizacją – gwary o charakterze północno-ukraińskim bądź gwary mieszane białorusko-ukraińskie.
Na temat złożonych powiązań między językiem, wyznaniem a świadomością narodową na terenie Białostocczyzny w następujący sposób wypowiedzieli się autorzy Atlasu gwar wschodniosłowiańskich Białostocczyzny:

Warto zwrócić uwagę, że wyciąganie wniosków co do przynależności narodowej mieszkańców Białostocczyzny na podstawie gwary, którą się posługują, może prowadzić do błędów. Świadomość narodowa nie kształtowała się tu według kryterium językowego. Zasadniczą rolę odegrało wyznanie. Nie ma przy tym znaczenia, czy ktoś jest wierzący, czy obojętny pod względem religijnym. Decyduje raczej wychowanie w określonym środowisku. Tak więc mówiący na co dzień gwarą białoruską katolicy w okolicach Sokółki i Dąbrowy Białostockiej uważają się za Polaków, prawosławni spod Bielska Podlaskiego czy Siemiatycz – przeważnie za Białorusinów, chociaż gwara ich ma wiele cech ukraińskich. Zdarza się też, że ktoś mówi po polsku, uważa się za Białorusina, a pochodzi z rodziny posługującej się gwarą ukraińską. Poza tym jeszcze nie u wszystkich świadomość narodowa jest całkowicie skrystalizowana.

Według wyników kolejnych spisów ludności z 2002 i 2011 roku stosunek zebranych w województwie podlaskim ukraińskich deklaracji narodowych do odpowiednich deklaracji białoruskich wynosił 1:33 w 2002 roku oraz 1:17,4 w 2011 r.

## Szkolnictwo

### Historia białoruskiej oświaty w Polsce powojennej
Zarządzenie zezwalające na stworzenie szkół białoruskich w województwie białostockim Resort Oświaty Polskiego Komitetu Wyzwolenia Narodowego wydał już 3 października 1944 roku. W roku szkolnym 1944/1945 powołano w sumie 93 szkoły, w których prowadzone było nauczanie języka białoruskiego. Przychylna do tej pory polityka władz polskich wobec szkolnictwa białoruskiego zmieniła się już od roku szkolnego 1945/1946, gdy nie przeprowadzono rekrutacji do klas pierwszych w szkołach średnich. Pretekstem do likwidacji szkolnictwa białoruskiego stała się akcja wymiany ludności (władze twierdziły, iż w obliczu wyjazdu ludności białoruskiej nie będzie potrzeby funkcjonowania tego typu szkół). Szkołom białoruskim zarzucano ponadto brak lojalności wobec państwa polskiego. W szybkim tempie zmniejszała się liczba szkół powszechnych, kolejno likwidowano białoruskie szkoły średnie (w 1945 zlikwidowano gimnazjum w Hajnówce, rok później – w Bielsku Podlaskim i Białymstoku). W rezultacie polityki władz oświatowych liczba szkół zmniejszyła się w ciągu trzech kolejnych lat z 93 do 6.
| Liczba szkół białoruskich na Białostocczyźnie w latach 1946–1948 | Liczba szkół białoruskich na Białostocczyźnie w latach 1946–1948 | Liczba szkół białoruskich na Białostocczyźnie w latach 1946–1948 | Liczba szkół białoruskich na Białostocczyźnie w latach 1946–1948 | Liczba szkół białoruskich na Białostocczyźnie w latach 1946–1948 |
| Rodzaj szkoły                                                    | 1944/1945                                                        | 1945/1946                                                        | 1946/1947                                                        | 1947/1948                                                        |
| ---------------------------------------------------------------- | ---------------------------------------------------------------- | ---------------------------------------------------------------- | ---------------------------------------------------------------- | ---------------------------------------------------------------- |
| z białoruskim językiem nauczania                                 | 81                                                               | 67                                                               | 38                                                               | 6                                                                |
| dwujęzyczna                                                      | 9                                                                | 8                                                                | 2                                                                | brak                                                             |
| z językiem białoruskim jako dodatkowym przedmiotem               | 3                                                                | 4                                                                | 20                                                               | brak                                                             |
| OGÓŁEM                                                           | 93                                                               | 79                                                               | 60                                                               | 6                                                                |

Podstawą odnowienia szkolnictwa białoruskiego w Polsce było zalecenie wiceministra oświaty H. Jabłońskiego z dnia 6 sierpnia 1949, w którym Ministerstwo Oświaty poleciło, aby w miejscowościach zamieszkałych przez ludność białoruską uruchomić z dniem 1 września 1949 roku szkoły podstawowe z białoruskim językiem nauczania. W roku szkolnym 1949/1950 uruchomiono także dwie szkoły średnie z białoruskim językiem nauczania – W Bielsku Podlaskim i Hajnówce. Mimo iż oficjalnie szkoły te miały status placówek z białoruskim językiem nauczania, to szybko okazało się, iż z powodu nieznajomości języka białoruskiego przez nauczycieli większość przedmiotów wykładana była w języku polskim. Od początku lat 60. liczba szkół z białoruskim językiem wykładowym systematycznie malała na korzyść placówek z nauczaniem tego języka jako jednego z przedmiotów. W rezultacie podstawową formą białoruskiego szkolnictwa stała się szkoła z językiem białoruskim nie jako wykładowym, a zaledwie przedmiotem dodatkowym.
| Szkolnictwo podstawowe dla mniejszości białoruskiej w Polsce w latach 1960–1970 | Szkolnictwo podstawowe dla mniejszości białoruskiej w Polsce w latach 1960–1970 | Szkolnictwo podstawowe dla mniejszości białoruskiej w Polsce w latach 1960–1970 | Szkolnictwo podstawowe dla mniejszości białoruskiej w Polsce w latach 1960–1970 | Szkolnictwo podstawowe dla mniejszości białoruskiej w Polsce w latach 1960–1970 | Szkolnictwo podstawowe dla mniejszości białoruskiej w Polsce w latach 1960–1970 |
| Rok szkolny                                                                     | Szkoły z białoruskim językiem nauczania                                         | Szkoły z białoruskim językiem nauczania                                         | Szkoły z dodatkową nauką języka białoruskiego                                   | Szkoły z dodatkową nauką języka białoruskiego                                   |                                                                                 |
| ------------------------------------------------------------------------------- | ------------------------------------------------------------------------------- | ------------------------------------------------------------------------------- | ------------------------------------------------------------------------------- | ------------------------------------------------------------------------------- | ------------------------------------------------------------------------------- |
| Rok szkolny                                                                     | Liczba szkół                                                                    | Liczba uczniów                                                                  | Liczba szkół                                                                    | Liczba uczniów                                                                  |                                                                                 |
| 1960/61                                                                         | 39                                                                              | 2643                                                                            | 135                                                                             | 7939                                                                            |                                                                                 |
| 1961/62                                                                         | 37                                                                              | 2636                                                                            | 141                                                                             | 8147                                                                            |                                                                                 |
| 1962/63                                                                         | 34                                                                              | 2266                                                                            | 137                                                                             | 8550                                                                            |                                                                                 |
| 1963/64                                                                         | 34                                                                              | 2378                                                                            | 141                                                                             | 8724                                                                            |                                                                                 |
| 1964/65                                                                         | 34                                                                              | 2329                                                                            | 139                                                                             | 8612                                                                            |                                                                                 |
| 1965/66                                                                         | 33                                                                              | 2286                                                                            | 139                                                                             | 8616                                                                            |                                                                                 |
| 1966/67                                                                         | 31                                                                              | 2317                                                                            | 141                                                                             | 9452                                                                            |                                                                                 |
| 1967/68                                                                         | 30                                                                              | 2276                                                                            | 139                                                                             | 9727                                                                            |                                                                                 |
| 1968/69                                                                         | 30                                                                              | 2082                                                                            | 134                                                                             | 9650                                                                            |                                                                                 |
| 1969/70                                                                         | 22                                                                              | 1353                                                                            | 142                                                                             | 9938                                                                            |                                                                                 |

Przełomowym dla białoruskiego szkolnictwa w powojennej Polsce był rok szkolny 1971/1972. Był on ostatnim, w którym formalnie istniały jeszcze szkoły podstawowe z białoruskim językiem nauczania. Od roku szkolnego 1972/1973 istniały już tylko szkoły, w którym język białoruski był nauczany jako przedmiot dodatkowy. Silnie odbiło się na szkolnictwie mniejszości białoruskiej zwłaszcza rozporządzenie Ministerstwa Oświaty z 22 lutego 1971 roku o dobrowolności nauki języka białoruskiego. Nakaz corocznego sporządzania przez rodziców deklaracji wyrażających wolę posyłania dziecka na lekcje języka białoruskiego okazał się przyczyną rezygnacji z nauczania tego przedmiotu w wielu dotychczasowych placówkach.
| Szkoły podstawowe z językiem białoruskim w PRL wraz z liczbą uczniów objętych nauczaniem języka białoruskiego w latach 1974–1988 | Szkoły podstawowe z językiem białoruskim w PRL wraz z liczbą uczniów objętych nauczaniem języka białoruskiego w latach 1974–1988 | Szkoły podstawowe z językiem białoruskim w PRL wraz z liczbą uczniów objętych nauczaniem języka białoruskiego w latach 1974–1988 |
| Rok szkolny | Liczba szkół | Liczba uczniów |
| --- | --- | --- |
| 1974/75 | 77 | 5314 |
| 1975/76 | 63 | 4460 |
| 1976/77 | 52 | 4156 |
| 1977/78 | 53 | 3979 |
| 1978/79 | 46 | 3741 |
| 1979/80 | 43 | 3566 |
| 1980/81 | 41 | 3430 |
| 1981/82 | 39 | 3320 |
| 1982/83 | 42 | 3355 |
| 1983/84 | 51 | 3708 |
| 1984/85 | 54 | 3668 |
| 1985/86 | 53 | 3685 |
| 1986/87 | 60 | 3700 |
| 1987/88 | 58 | 3690 |

### Stan współczesny

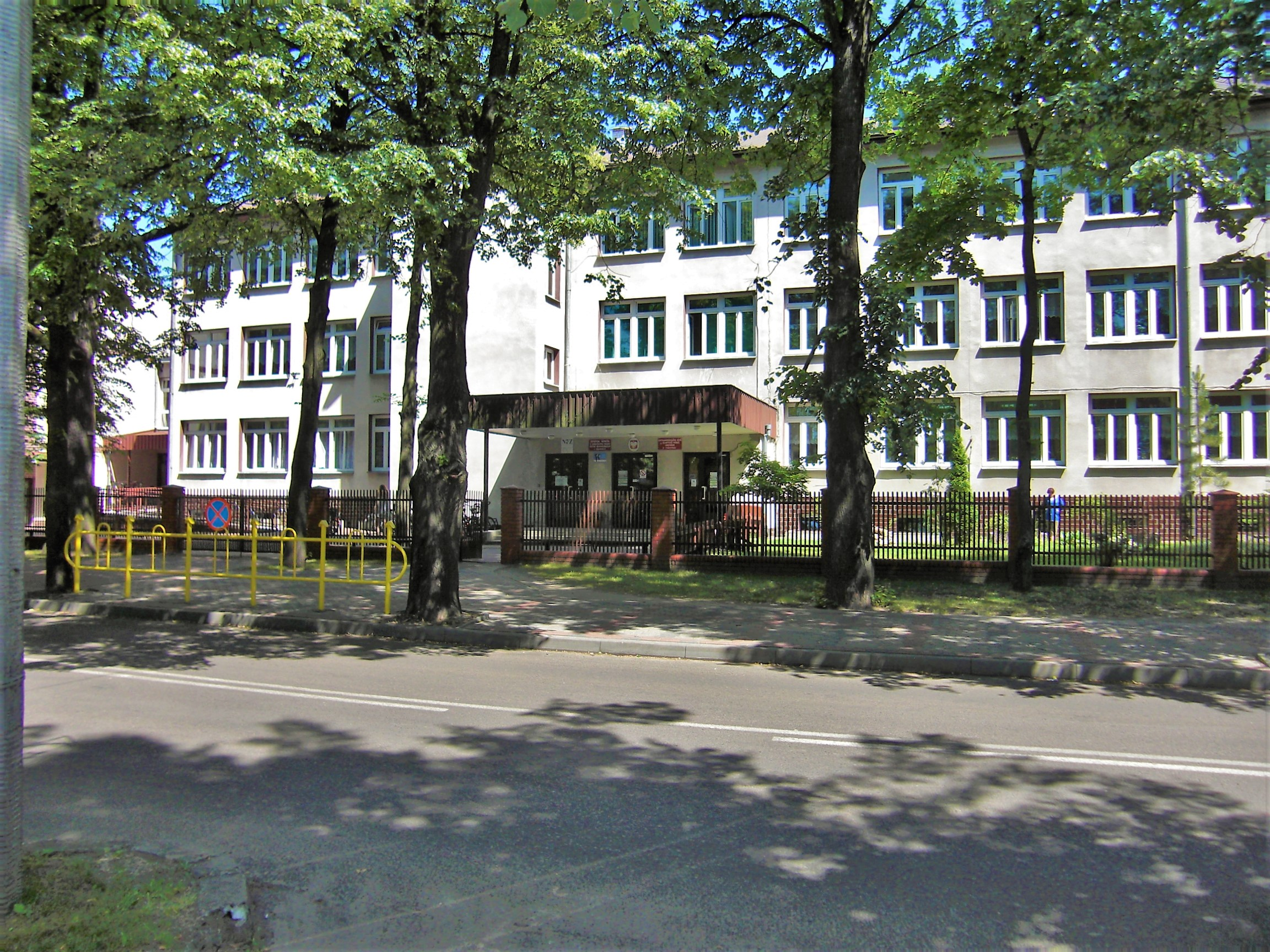
Liceum Ogólnokształcące z Dodatkową Nauką Języka Białoruskiego w Hajnówce

Obecnie nie istnieją szkoły podstawowe ani średnie, w których używany byłby język białoruski jako wykładowy. W języku tym nie jest prowadzona również edukacja przedszkolna. W województwie podlaskim język białoruski bywa jedynie nauczany jako jeden z przedmiotów szkolnych, w wymiarze trzech godzin lekcyjnych tygodniowo. Komitet Ekspertów Rady Europy uznał taką formę nauczania języka białoruskiego za niezgodną z podjętymi przez Rzeczpospolitą Polską zobowiązaniami i wezwał władze polskie do podjęcia działań mających na celu udostępnienie oświaty w języku białoruskim na poziomie podstawowym i średnim w celu zapewnienia jej ciągłości od poziomu podstawowego do średniego na terenach, na których używany jest język białoruski. W uwagach do Raportu Komitetu Ekspertów rząd polski stanął na stanowisku, iż przepisy oświatowe zapewniają taką możliwość w ramach oferty edukacyjnej, natomiast brak przedszkola oraz szkół prowadzących edukację w języku białoruskim wynika z braku zapotrzebowania na taką formę nauczania.
Zarówno w roku szkolnym 2009/2010 oraz 2010/2011 zajęcia z języka białoruskiego prowadzone były ogółem w 39 szkołach (w tym w 22 szkołach podstawowych, 14 gimnazjach i 3 liceach ogólnokształcących). W roku szkolnym 2009/2010 na zajęcia z języka białoruskiego uczęszczało 3.067 uczniów. W roku szkolnym 2010/2011 liczba uczniów spadła do 2.921.
Liczba uczniów uczęszczających na zajęcia z języka białoruskiego stale się zmniejsza. Według Kuratorium w roku szkolnym 2004/2005 języka białoruskiego uczyło się 3628 dzieci, w tym 1768 w 23 szkołach podstawowych, 1034 w 14 gimnazjach, 826 w liceach. W roku szkolnym 2007/2008 w szkołach z białoruskim językiem nauczania w województwie podlaskim swego języka ojczystego uczyło się 3333 uczniów.
Największe znaczenie dla białoruskiej oświaty na poziomie ponadgimnazjalnym mają dwa licea, historia których sięga jeszcze lat 40. XX wieku: Liceum Ogólnokształcące z Dodatkową Nauką Języka Białoruskiego w Hajnówce oraz Liceum Ogólnokształcące z Białoruskim Językiem Nauczania im. Bronisława Taraszkiewicza w Bielsku Podlaskim. Z tych właśnie szkół wywodzi się większość uczniów przystępujących do matury z języka białoruskiego, są one również instytucjami oświatowymi najbardziej rozpoznawalnymi w gronie przedstawicieli opisywanej mniejszości.
Do egzaminu maturalnego z języka białoruskiego w maju 2009 roku przystąpiło 240 maturzystów. Większość (212) zdawała egzamin na poziomie podstawowym. Do egzaminu na poziomie rozszerzonym przystąpiło 2 zdających. Pozostałych 26 osób to laureaci olimpiady Języka Białoruskiego, którzy byli zwolnieni z egzaminu maturalnego i na świadectwie mają wpisany wynik maksymalny. W roku 2010 do matury z języka białoruskiego na poziomie podstawowym przystąpiły 264 osoby. 25 osób było laureatami Olimpiady Języka Białoruskiego. Egzamin maturalny z języka białoruskiego w 2011 roku zdawało 290 osób (264 osoby na poziomie podstawowym). Do egzaminu na poziomie rozszerzonym przystąpił jeden uczeń, pozostałe 25 osób to laureaci olimpiady przedmiotowej.

## Życie polityczne
W połowie kwietnia 1989 roku środowiska białoruskie podjęły decyzję o powołaniu własnego Białoruskiego Komitetu Wyborczego i samodzielnym udziale w wyborach do Sejmu i Senatu 4 czerwca 1989 roku. Kandydatem BKW do Senatu był wówczas Sokrat Janowicz, który zdobył 22,5 tys. głosów. (8,5%).
10 lutego 1990 roku odbył się Założycielski Kongres Białoruskiego Zjednoczenia Demokratycznego. Partia nigdy nie odniosła jednak sukcesu wyborczego, ani nie cieszyła się dużym poparciem wśród elektoratu, do którego się odwoływała. Ze względu na aprobatę dla przeobrażeń ustrojowych BZD postrzegane było przez Białorusinów nie jako własna partia, mogąca realizować ich interesy, ale, jak stwierdza E. Mironowicz, jako „agentura Solidarności, ze zwycięstwem której wiązano bezrobocie i poczucie beznadziejności”. BZD przetrwało do 2005 roku, kiedy partię wykreślono z ewidencji partii politycznych. Do tej pory pozostaje jedyną partią mniejszości narodowej w historii III RP.
W wyborach w 1991 roku w okręgu białostocko-suwalskim rywalizowały ze sobą dwie listy odwołujące się do głosów mniejszości narodowych: Białoruski Komitet Wyborczy utworzony przez BZD oraz Komitet Wyborczy Prawosławnych, popierany przez organizacje bliskie Cerkwi. Okazało się, iż rozproszony i zdezorientowany przez powstanie dwóch konkurencyjnych list elektorat już w tych wyborach zwrócił się jednak gremialnie nie ku własnym działaczom, a ku liście SLD. Na Komitet Wyborczy Prawosławnych zagłosowało wówczas 13 788 osób (4,3%), co pozwoliło na uzyskanie mandatu Eugeniuszowi Czykwinowi. BKW otrzymał w okręgu 4.435 głosów (1.4%). Fiaskiem zakończył się również samodzielny start Białorusinów w wyborach parlamentarnych w 1993 roku, gdy Komitet Wyborczy Związku Białoruskiego otrzymał ponownie zaledwie czteroprocentowe poparcie, a w parlamencie nie znalazł się żaden przedstawiciel społeczności prawosławnej Białostocczyzny, co było zasadniczym ciosem dla idei startu Białorusinów z samodzielnych list wyborczych.
Przedstawiciele mniejszości białoruskiej kilkukrotnie sprawowali po 1989 roku mandaty poselskie, nie byli jednak wybierani z listy samodzielnego komitetu wyborczego, jak przedstawiciele mniejszości niemieckiej, a reprezentowali ogólnopolski Sojusz Lewicy Demokratycznej. W latach 1993–2001 mandat poselski w Sejmie II i III kadencji z ramienia SLD sprawował Sergiusz Plewa. W latach 1997–2001 w Sejmie zasiadał przewodniczący BTSK Jan Syczewski. W trakcie wyborów w 2001 organizacje mniejszości białoruskiej popierały wybranych na posłów Eugeniusza Czykwina i Aleksandra Czuża oraz Sergiusza Plewę, który zdobył tym razem mandat senatora (wszyscy trzej SLD-UP).
W wyborach do podlaskiego sejmiku wojewódzkiego w 2002 na listę Białoruskiego Komitetu Wyborczego, mającego być alternatywą zwłaszcza dla cieszącego się dużym poparciem podlaskich mniejszości SLD oddano 15 544 głosy (4,11%). Najwięcej głosów zebrali Sokrat Janowicz (1736), Jan Czykwin (4846) oraz Eugeniusz Wappa (5.134). Kontrowersje wzbudził podział na okręgi wyborcze, w którym powiaty z dużą ilością mniejszości połączono razem z powiatami etnicznie polskimi o silnych sympatiach prawicowych (np. powiat siemiatycki i bielski połączone zostały w jeden okręg wyborczy z powiatami wysokomazowieckim i zambrowskim).
W wyborach parlamentarnych w 2005 roku mandat poselski udało się uzyskać jedynie Eugeniuszowi Czykwinowi, który zdobył 14 181 głosów. Mandat polityk ten zdobywał również w wyborach w 2007 (14 234 głosy) i 2011 roku (14 286 głosów) i jest obecnie jedynym przyznającym się do białoruskiego pochodzenia politykiem w polskim parlamencie.
Szerokim poparciem wśród podlaskich Białorusinów cieszy się również Włodzimierz Cimoszewicz, niedoszły kandydat na prezydenta RP w wyborach prezydenckich w 2005, którego żelazny elektorat zamieszkuje zwłaszcza w powiecie bielskim, hajnowskim i siemiatyckim. Od początku lat dziewięćdziesiątych Cimoszewicz zabiegał o głosy wyborców na terenie Podlasia jako kandydat w wyborach prezydenckich, a następnie w wyborach do Sejmu.
Dla wielu polskich Białorusinów Cimoszewicz stał się naturalnym kandydatem, ponieważ nigdy oficjalnie nie zaprzeczył pogłoskom o swoim rzekomym pochodzeniu. Pojawiają się głosy, że rozpowszechnianie tych pogłosek było w istocie korzystne dla samego zainteresowanego, gdyż dzięki temu udało mu się zdobyć na wiele lat szerokie poparcie społeczności białoruskiej w Polsce, nie tylko dla siebie, ale również dla swojego ugrupowania (na listach Sojuszu Lewicy Demokratycznej w województwie podlaskim wielokrotnie znajdowali się autentyczni Białorusini, m.in. przewodniczący Białoruskiego Towarzystwa Społeczno-Kulturalnego Jan Syczewski czy przedstawiciele mniejszości prawosławnej, jak np. działacz Unii Chrześcijańsko-Społecznej Eugeniusz Czykwin).
Z drugiej jednak strony argument o rzekomym białoruskim pochodzeniu Cimoszewicza był wykorzystywany przez przeciwników politycznych jako element negatywnej kampanii, odwołujący się do istniejącej w niektórych społecznościach niechęci do Białorusinów lub prawosławnych, a także polegający na budowaniu prostych skojarzeń ze stylem rządów Aleksandra Łukaszenki.
W wyborach do podlaskiego sejmiku wojewódzkiego w 2006 na Białoruski Komitet Wyborczy oddano 7914 głosów (2,05%). Najwięcej głosów z tej listy zdobyli Jan Czykwin (2405), Eugeniusz Wappa (1669) i Eugeniusz Mironowicz (1119). Mimo że BKW nie uczestniczył w podziale mandatów, to ostatecznie w składzie sejmiku znalazło się trzech radnych kojarzonych z mniejszością białoruską. Przedstawiciele mniejszości znaleźli się również w składach rad miejskich. W Białymstoku 4 mandaty uzyskali kandydaci Forum Mniejszości Podlasia, którzy wystartowali z list Platformy Obywatelskiej. W Bielsku Podlaskim 7 mandatów w 21-osobowej Radzie Miasta zdobyła złożona z organizacji białoruskich Koalicja Bielska. W Hajnówce 6 mandatów w 21-osobowej Radzie przypadło Białorusko-Ludowemu Komitetowi Wyborczemu. Białorusko-Ludowy Komitet Wyborczy, biorący udział w wyborach w powiecie hajnowskim, wprowadził 4 przedstawicieli do rady powiatu oraz 38 osób do poszczególnych rad gmin, w tym obsadził wszystkie mandaty w Radzie Gminy Czyże.
W wyborach do podlaskiego sejmiku w 2007 roku Białoruski Komitet Wyborczy poparło 2,19% głosujących. Obok Białorusinów z list BKW wystartowali wtedy także po raz pierwszy przedstawiciele mniejszości litewskiej.
Kryzys idei samodzielnego startu Białorusinów w wyborach samorządowych w województwie podlaskim nastąpił w 2010 roku. Białorusini nie tylko nie wystawili wówczas własnego komitetu w wyborach do sejmiku wojewódzkiego, ale nawet w powiecie hajnowskim nie powołano własnego Białorusko-Ludowego Komitetu Wyborczego, odnoszącego sukcesy w szeregu poprzednich wyborów. Jego dotychczasowi działacze odeszli na listy innych komitetów (Koalicja Wyborcza „Ziemia Hajnowska”, Platforma Obywatelska, PSL).
Nowy podział województwa na okręgi wyborcze, uwzględniający potrzeby mniejszości białoruskiej, wprowadzony został dopiero przed wyborami samorządowymi w 2014. W skład jednego okręgu nr 4, gdzie do zdobycia jest dziewięć mandatów, włączono wówczas większość terenów zwartego zamieszkania Białorusinów (powiat białostocki, bielski, hajnowski, siemiatycki i dodatkowo wysokomazowiecki). W części tego okręgu zamieszkują również przedstawiciele mniejszości ukraińskiej.

## Mniejszość białoruska w polskich mediach
Pierwsza audycja w języku białoruskim pojawiła się 13 czerwca 1958 roku na antenie Radia Białystok. Audycja ta nosiła tytuł „Biełaruski Mahazin”. Trwała 15 minut i nadawana była raz lub dwa razy w tygodniu.
Obecnie Radio Białystok emituje codziennie program w języku białoruskim pod nazwą „Pad znakam Pahoni”. Raz w tygodniu nadawany jest program „Pażadalnaja pieśnia”. Oprócz tego na antenie radia nadawane są audycje religijne: „Duchounyja sustreczy” oraz „Pierad wychodam u carkwu”. Radio Racja nadaje po przerwie trwającej od 2002 roku. TVP Białystok nadaje raz w tygodniu program w języku białoruskim, z polską listą dialogową, o tematyce związanej z mniejszością białoruską zamieszkującą Podlasie pt. Tydzień białoruski / Беларускі Тыдзень (dawniej w programie wszystkich mniejszości narodowych i etnicznych na Podlasiu pt. Sami o sobie).

## Znani polscy Białorusini
- Nadzieja Artymowicz – poetka
- Eugeniusz Czykwin – działacz społeczny, polityk
- Małgorzata Dmitruk – grafik
- Jan Czykwin – poeta, tłumacz, historyk literatury
- Sokrat Janowicz – pisarz
- Antoni Mironowicz – historyk
- Bronisław Taraszkiewicz – polityk i językoznawca
- Eugeniusz Mironowicz – historyk
- Sergiusz Plewa – działacz spółdzielczy, polityk
- Tamara Sołoniewicz – reżyser i scenarzystka
- Grzegorz Sosna – duchowny prawosławny, publicysta i historyk, doktor nauk teologicznych
- Jan Syczewski – działacz społeczny, polityk
- Leon Tarasewicz – malarz
- Eugeniusz Wappa – redaktor naczelny „Niwy”
- Stefan Kopa – muzyk, folklorysta, animator kultury
- Katarzyna Bonda – pisarka
- Oleg Łatyszonek – historyk, działacz opozycji antykomunistycznej w PRL

## Białorusini, którzy mają polskie obywatelstwo
- Alaksiej Nasiewicz – siatkarz
- Olieg Achrem – siatkarz
- Olga Owczynnikowa – siatkarka
- Wolha Paulukouska – siatkarka
- Kryscina Cimanouska – lekkoatletka
- Igor Griszczuk – koszykarz, trener
- Maria Żodzik – lekkoatletka
- Gleb Kuczko – piłkarz
- Kseniya Dronchanka – karateczka
- Karina Kozłowska – łuczniczka

## Historia

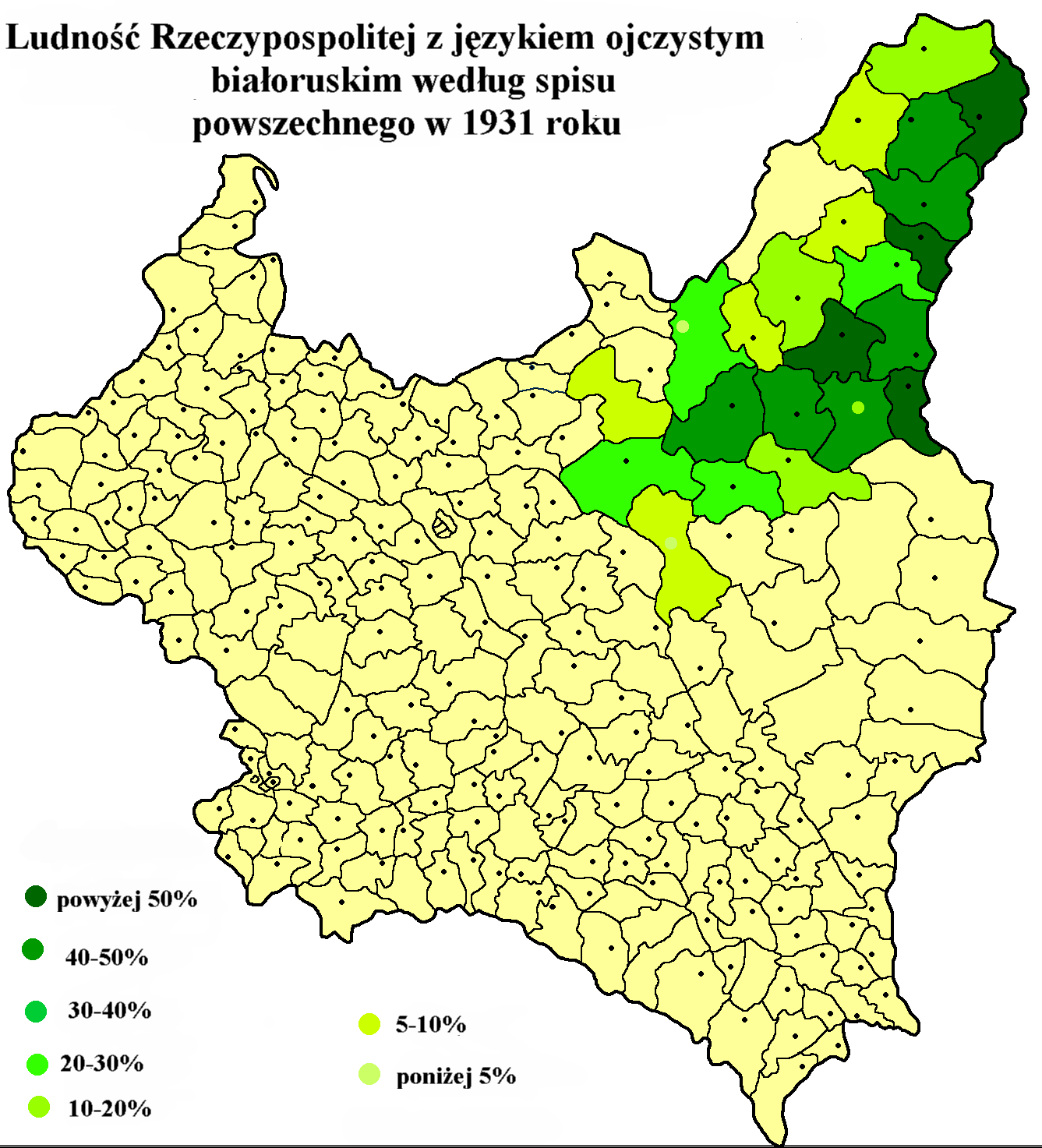
Ludność Rzeczypospolitej z językiem ojczystym białoruskim, według spisu powszechnego 1931 roku

### Białorusini w II Rzeczypospolitej
Postanowienia Traktatu ryskiego podzieliły białoruski obszar etniczny na część zachodnią, która znalazła się w granicach Polski (w piśmiennictwie białoruskim obszar ten powszechnie nazywany jest, również współcześnie, Białorusią Zachodnią) oraz wschodnią, która utworzyła Białoruską Socjalistyczną Republikę Radziecką.
Białorusini w II RP żyli głównie na terenie województw poleskiego, białostockiego, nowogródzkiego i wileńskiego. Według spisu z 1931 jako Białorusini zadeklarowało się w przybliżeniu 995 000 osób, a jako Poleszucy 580 000 osób. Według Alfonsa Krysińskiego i Wiktora Ormickiego terytorium zamieszkane wówczas przez ludność białoruską można podzielić na trzy obszary w zależności od panujących na nich proporcji narodowościowych:
- zwarty obszar białoruski – powiaty: nowogródzki, baranowicki, słonimski, nieświeski, kosowski, łuniniecki, stoliński bez gminy Derewna, oraz z powiatu wołkowyskiego gminy: Zelwa, Zelzin, Słowatycze, Łysków, Podorosk i Międzyrzecz;
- zwarty obszar białorusko-polski – powiaty województwa wileńskiego: brasławski, dziśnieński, wilejski i oszmiański, a także powiaty województwa białostockiego: wołkowyski (bez gmin należących do zwartego obszaru białoruskiego), bielski, grodzieński, sokólski; na tych terenach prawosławna ludność białoruska zamieszkiwała jedynie tereny wiejskie;
- mieszany obszar białorusko-ukraiński – południowa część województwa poleskiego, będąca pasem granicznym między zwartym obszarem białoruskim i ukraińskim[80].

Białorusini w II RP byli w przeważającej mierze ludnością rolniczą. Odsetek Białorusinów utrzymujących się z pracy na roli wynosił około 92%. Ludność białoruska żyła na ogół w trudnych warunkach ekonomicznych, zamieszkane przez nią województwa cechowały się bowiem zazwyczaj niską klasą gleb, niezbyt sprzyjającymi warunkami klimatycznymi oraz prymitywną techniką uprawy roli. Czynniki te nie pozwalały osiągać wysokich plonów, toteż w zamieszkanych przez Białorusinów województwach często pojawiał się na wsi głód.
Na zamieszkanych przez Białorusinów terytoriach panowała niemal gospodarka naturalna. Chłopi we własnym zakresie wytwarzali większość artykułów codziennego użytku: bieliznę, odzież, obuwie, narzędzia rolnicze, sprzęt domowy, naczynia. Podstawowy materiał na ubrania– płótno lniane – wyrabiano niemal w każdym gospodarstwie. Jako obuwie letnie codziennego użytku powszechnie służyły łapcie z łyka. Do podstawowych artykułów żywnościowych należały kapusta, ziemniaki oraz chleb własnego wyrobu z mąki mielonej w żarnach.
W odróżnieniu od społeczności ukraińskiej, Białorusini nie stworzyli tak rozwiniętego systemu organizacji społecznych i gospodarczych. W wyborach do Sejmu w listopadzie 1922 kandydaci białoruscy startowali w ramach Bloku Mniejszości Narodowych. Do Klubu Białoruskiego weszło 11 posłów i 3 senatorów. Znaleźli się w nim przedstawiciele białoruskiej chadecji, socjaldemokracji i bezpartyjni. W 1924 powstało związane z ruchem chrześcijańsko-społecznym Białoruskie Zjednoczenie Chrześcijańsko-Demokratyczne (Biełaruskaja Chryścijańskaja Demakratycznaja Złucznaść). Do ruchu ludowego odwoływał się przede wszystkim Białoruski Związek Włościański (Biełaruski Sialiański Sajuz). Dużo większe znaczenie odgrywał jednak ruch socjalistyczny. Polityczną potęgą stała się utworzona w 1925 Białoruska Włościańsko-Robotnicza Hromada (Biełaruskaja Sialanska-Rabotnickaja Hramada). Działając przez bardzo krótki okres (1925-1927) osiągnęła ona liczbę ponad 100 tysięcy członków. Hromada próbowała rozwijać działalność również na terytorium znajdującym się we współczesnych granicach Polski. Według niepełnych danych objęła swoim działaniem między innymi około 100 miejscowości powiatu Bielsk Podlaski, silne komitety gminne tej partii istniały w Kleszczelach, Orli i Białowieży. Liczebność organizacji na terenie powiatu bielskiego można określić na od 1,5 tysiąca do 3 tysięcy członków. Głośnym wydarzeniem było krwawe rozpędzenie zjazdu delegatów kół Hromady w Starym Berezowie (5 grudnia 1926), które spowodowało, iż ta niewielka wieś, leżąca z dala od głównych szlaków komunikacyjnych, znalazła się na łamach prasy centralnej.
Na przeszkodzie rozwoju białoruskiej aktywności społecznej i politycznej stał fakt, iż od początku lat 30. władza II RP znacznie nasiliła kontrolę wobec wszelkich przejawów białoruskiego życia narodowego. Jak stwierdza E. Mironowicz:

Od początku lat trzydziestych każdą aktywność środowisk białoruskich władze skłonne były postrzegać w kategoriach działalności komunistycznej, nacjonalistycznej, wywrotowej i antypaństwowej. (…) W drugiej połowie lat trzydziestych władze polskie delegalizowały organizacje polityczne, społeczne, kulturalne, oświatowe i gospodarcze pod zarzutami powiązań ich działaczy z ruchem komunistycznym lub agenturalności. (…) Zwalczanie komunizmu dawało dogodny pretekst do likwidacji wszelkich form białoruskiego życia narodowego.

Szkolnictwo białoruskie znajdowało się w najgorszej sytuacji spośród wszystkich zamieszkałych w Polsce mniejszości narodowych. Przekonanie władz państwowych o łatwości asymilacji Białorusinów, którym nierzadko odmawiano prawa do własnego oblicza narodowego, powodowało drastyczne ograniczanie liczby szkół białoruskich. Ustawa uchwalona przez Sejm w dniu 31 lipca 1924 roku zezwoliła na istnienie państwowych szkół dwujęzycznych, w których mogło być prowadzone nauczanie w języku białoruskim. Jednak jak zauważa E. Mironowicz akty wykonawcze do ustawy praktycznie uniemożliwiały rozwój takiego nauczania – w rok po wprowadzeniu ustawy dwumilionowa mniejszość białoruska dysponowała trzema szkołami z ojczystym językiem wykładowym, w których uczyło się zaledwie 425 uczniów. Wkrótce po przewrocie majowym w 1926 roku nastąpiła pewna liberalizacja wobec białoruskojęzycznej oświaty. W ramach obowiązującej wówczas polityki asymilacji państwowej otwierano nowe białoruskojęzyczne szkoły, wprowadzono naukę języka białoruskiego na niektórych wyższych uczelniach. Negatywnie na białoruskiej oświacie odbiła się jednak stopniowa ewolucja sanacji ku ideologii nacjonalistycznej i odstąpienie od polityki asymilacji państwowej na rzecz asymilacji narodowej, której celem była polonizacja mniejszości. Lata trzydzieste stanowią ostatni etap istnienia szkolnictwa białoruskiego w międzywojennej Polsce. W roku szkolnym 1934/1935 funkcjonowało jeszcze 16 powszechnych szkół białoruskich, w 1936/1937 – 8, zaś w 1937/1938 – już żadna.
Stosunek władz państwowych II RP do mniejszości białoruskiej zdominowany został przez endecki program polonizacji ziem wschodnich, związany z przekonaniem o bardzo słabej świadomości narodowej wśród prawosławnej ludności Kresów. Jednym z istotnych sposobów polonizacji była akcja osadnictwa wojskowego. Do wybuchu II wojny światowej władze polskie prowadziły systematyczną politykę asymilacji ludności białoruskiej na tej części białoruskiego obszaru etnicznego, która znalazła się w granicach Rzeczypospolitej Polskiej. Zamykano i tak nieliczne białoruskojęzyczne szkoły, kontynuowano proces kolonizacji przez polskich wojskowych, białoruskich księży katolickich wysyłano do centralnej Polski, a w ich miejsce sprowadzano Polaków. Jednocześnie narzędziem polonizacji usiłowano uczynić także cerkiew prawosławną, m.in. wprowadzając język polski do liturgii i kazań, czy też zmuszając do śpiewania w świątyniach polskich pieśni patriotycznych.
E. Mironowicz w następujący sposób scharakteryzował ówczesną sytuację na ziemiach zamieszkiwanych przez Białorusinów:

Stosunki społeczne, polityczne, ekonomiczne i narodowościowe panujące na obszarze czterech województw północno-wschodnich mocno przypominały układ kolonialny. Polityka w tym regionie była dziełem głównie lokalnej administracji, traktującej Białorusinów jako element niższej kategorii, zacofany, prymitywny, łatwy do spolonizowania.

### Sytuacja mniejszości białoruskiej po 1939 roku
Na terenie okupacji sowieckiej praca jest znacznie trudniejsza niż w generalnej Guberni. Wynika to przede wszystkim z tego, że bolszewicy rozporządzają znacznie liczniejszym aparatem policyjnym, rozumieją język polski i mają dużą pomoc elementu miejscowego: Ukraińców, Białorusinów, a przede wszystkim Żydów – mają też dużo zwolenników wśród młodzieży, którą faworyzują i dają jej posady. meldunek komendanta głównego ZWZ z listopada 1940 roku

Po II wojnie światowej w nowych granicach Polski pozostała tylko niewielka część Białorusinów, zamieszkująca na Białostocczyźnie, czyli w południowo-wschodniej części dzisiejszego województwa podlaskiego. Ten mały odłamek białoruskiego terytorium etnicznego z czasów II RP przejął rolę centrum mniejszości białoruskiej w nowych granicach Polski.
W 1939 roku cała Białostocczyzna została na krótko włączona do BSRR, a mieszkającą tam ludność prawosławną uznano w oficjalnych dokumentach za Białorusinów. Taka polityka tymczasowej administracji radzieckiej wywarła zauważalny wpływ na umocnienie się na tym terenie białoruskiej autoidentyfikacji narodowej, gdyż zdecydowała o przyjęciu przez wielu mieszkańców tego terenu – często nieposiadających do tej pory ustabilizowanego poczucia przynależności narodowej – takiego właśnie określenia dla swojej społeczności.
Nowe władze Polski w postaci PKWN wykonały szereg gestów wobec Białorusinów, szybko zyskując ich akceptację dla państwowości polskiej na tym terytorium, co odbierało stronie radzieckiej argumenty na rzecz zatrzymania wschodniej części województwa białostockiego w granicach ZSRR.
Jednocześnie na mocy porozumień polsko-radzieckich ludność litewska, białoruska oraz ukraińska miała zostać w okresie tym przesiedlona do odpowiednich republik radzieckich. Akcja wymiany ludności na Białostocczyźnie w kilku miejscach odbywała się w atmosferze terroru ze strony oddziałów polskiego podziemia. Z uwagi na to, że początkowo Białorusini w większości odmawiali wyjazdu, w akcję postanowiły aktywnie zaangażować się działające na tym terenie oddziały AKO/WiN i NZW. Ludność niektórych wsi, szczególnie z powiatów bielskiego i białostockiego, dostawała od tych organizacji ostrzeżenia na piśmie: grożono spaleniem wsi lub śmiercią. Zdarzały się wypadki zabójstw pojedynczych osób lub rodzin po to, by resztę wsi zastraszyć i zmusić do wyjazdu na terytorium radzieckie. Pod wpływem terroru organizacji partyzanckich prawosławni mieszkańcy zmuszeni byli przykładowo do opuszczenia wsi Sypnie Nowe. Pod groźbą utraty życia lub mienia do przyjęcia katolicyzmu zmuszono również prawosławnych mieszkańców wsi Drochlin. Za największe przestępstwa wobec ludności białoruskiej odpowiedzialny jest jednak oddział NZW pod dowództwem Romualda Rajsa. Dokonał on między innymi zbrodni w Zaleszanach. Odpowiedzialny jest również za dokonany 30 stycznia 1946 r. mord w Puchałach Starych, w wyniku którego życia pozbawiono 31 prawosławnych furmanów. W dniu 2 lutego oddział Rajsa zaatakował także wsie Zanie, zabijając 24 osoby, i Szpaki (śmierć poniosło 9 osób).
Lokalne władze, m.in. starosta bielski R. Woźniak, starosta białostocki M. Parafianowski i wojewoda białostocki Stefan Dybowski zachęcały do wyjazdów do Związku Radzieckiego. Ich zdaniem Białorusini byli negatywnie ustosunkowani do państwa polskiego. Sprzymierzeńcem władz lokalnych oraz sowieckich agitatorów stało się wtedy zbrojne podziemie. Do końca 1946 roku z woj. białostockiego wyjechało wtedy 36 388 osób narodowości białoruskiej. W województwie pozostało 125 tys. Białorusinów. Do Związku Radzieckiego wyjechało wówczas około 20% ówczesnej białoruskiej mniejszości narodowej, głównie z tych rejonów, gdzie Białorusini stanowili mniejszość i narażeni byli na represje ze strony polskiego podziemia. 80% Białorusinów nie skorzystało z możliwości przesiedlenia na terytorium radzieckie w nowe granice Białoruskiej SRR i pozostało na ziemiach swoich przodków. Z grupy tej wywodzą się przedstawiciele obecnej mniejszości białoruskiej w Polsce.